# Lloret de Mar
Lloret de Mar és una ciutat de Catalunya de la comarca de la Selva, dins de la Selva Marítima, al sud de la Costa Brava. Judicialment, forma part de Blanes i de la demarcació electoral de Santa Coloma de Farners. Pionera en el turisme europeu dels anys 50 del segle xx, Lloret s'ha convertit en una destinació de turisme de masses important. Punt de trobada de cultures i tradicions, manté la seva identitat cultural. A tradicions que resten immutables al pas del temps, n'ha incorporat de més actuals. Juntament amb Blanes i Tossa de Mar, conformen una unitat territorial i turística que acull més de 80.000 residents i 1.500.000 turistes a l'any.

## Toponímia
Els romans anomenaren Lauretum al que actualment coneixem com a Lloret de Mar a causa de la quantitat de llorers que hi devia haver en aquella època. De la seva petjada en resta el sepulcre romà que data del segle ii i la bòbila romana de Fenals.
És esmentat per primera vegada en un text l'any 966 com a Lauredo. Es tracta d'una donació de la vall de Tossa que es fa al monestir de Ripoll i, en assenyalar les afrontacions, ens diu que, per part de ponent, té els seus límits in termino de LOREDO, sive in rivo de Canellas. Formà part del Comtat de Girona i canvià diverses vegades de mans fins a integrar-se a la baronia de Llagostera.

## Geografia
- Llista de topònims de Lloret de Mar (Muntanyes, serres, collades, indrets, rius, fonts, edificis: cases, masies, esglésies, etc).

### Extensió
El municipi s'estén al llarg de 48,9 km², disposa de 9 km de costa i de 27 km² de massa forestal. Limita amb Vidreres i Maçanet a l'oest, amb el mar Mediterrani a l'est, amb Tossa de Mar al nord i amb Blanes al sud.

### Litoral
Presenta unes bones platges, de sorra granulada i de topografia rocosa, algunes úniques de tota la Costa Brava. Les platges més importants són les de Canyelles, Fenals, Treumal, Cala Boadella, Platja de Lloret (al centre de la vila) i la de Santa Cristina. Té una gran oferta hotelera, cultural i de lleureper als habitants i visitants.
A més de platges té un ric patrimoni cultural i natural. Poblats ibèrics, castells medievals, ermites, jardins, etc. són testimonis dels orígens de la vila i reflex del pas del temps ben adaptats per al senderisme, ciclisme de muntanya, submarinisme, caiac, etc.
En un passat remot, les activitats econòmiques de la vila giraven al voltant de la pesca, l'agricultura i també parcialment la indústria del suro, vinculada amb la poderosa indústria en el seu dia existent a la propera vila de Sant Feliu de Guíxols, però des de la dècada dels anys seixanta del segle passat, el motor principal de l'economia va ser el turisme, que gaudí d'un gran desenvolupament i que ha convertit Lloret de Mar en el ressort turístic més important de Catalunya.
La població de Lloret de Mar compta amb molts monuments per a la seva història com a municipi. Entre altres hi ha la Dona Marinera. És una estàtua d'una dona mirant al mar de la qual es pot observar la bellesa en un punt estratègic de la població. Aquest monument té un gran significat per als lloretencs i encara a la població es conta aquesta història: Fa molts i molts anys, la població de Lloret es dedicava a la pesca. Els homes mariners agafaven un vaixell de pescadors i s'endinsaven mar endins per a poder donar menjar a les seves famílies. Aquests vaixells s'estaven mesos i mesos a alta mar, i les dones no tenien cap mena de notícia dels seus marits durant aquest temps. Molts mariners no tornaven, ja que morien a alta mar; d'altres, sí. Les dones cada dia anaven a veure l'horitzó per si veien un vaixell pescador tornar cap a terra. En honor d'aquestes dones angoixades, es va crear el monument de la Dona Marinera. Representa una dona mirant al mar esperant veure algun vaixell.
| Maçanet de la Selva | Vidreres | Tossa de Mar |
| Tordera             |          |              |
| Blanes              | mar      |              |

### Clima
Té un clima mediterrani litoral, amb temperatures sempre molt més suaus a causa de l'efecte tèrmic moderador del mar. Tot i així, cal tenir en compte que el Mediterrani és un mar càlid tot l'any, de manera que l'efecte suavitzador de les temperatures que el caracteritza és més evident a l'hivern que no pas a l'estiu. L'eixut estival d'aquest clima sol durar tres mesos i les precipitacions màximes es concentren a la tardor.

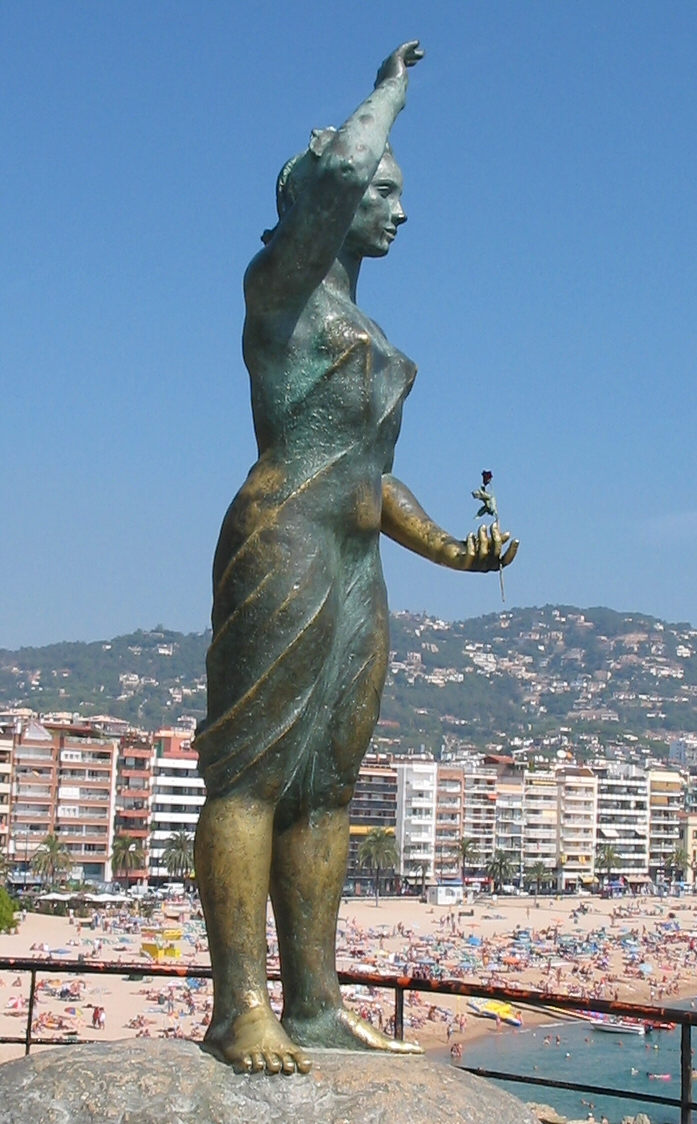
Dona marinera de l'escultor Ernest Maragall i Noble

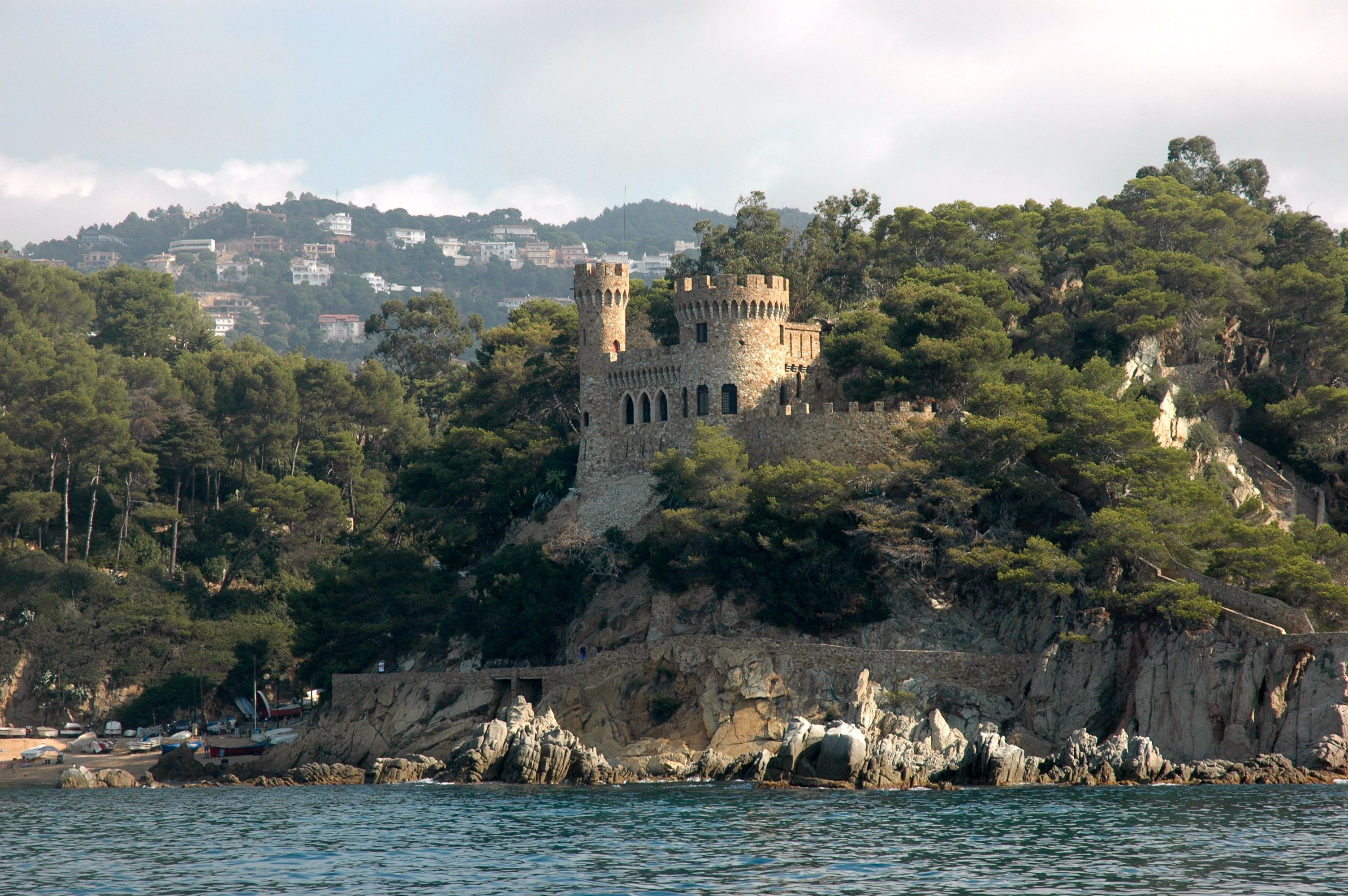
El castell d'en Plaja, de mitjan segle XX

| Paràmetres climàtics, màximes i mínimes mitjanes de Lloret de Mar durant els anys 1997-2001 |      |      |      |      |      |      |      |      |      |      |      |      |                |
| Mes                                                                                         | Gen  | Feb  | Mar  | Abr  | Mai  | Jun  | Jul  | Ago  | Set  | Oct  | Nov  | Des  | Total de l'any |
| Temperatura màxima mitjana (°C)                                                             | 14.8 | 16.9 | 20.1 | 19.9 | 24.1 | 27.9 | 29.8 | 30.8 | 27.5 | 23.0 | 17.4 | 15.4 | 22.1           |
| Temperatura mínima mitjana (°C)                                                             | 4.5  | 4.6  | 6.6  | 7.5  | 11.9 | 15.4 | 17.0 | 18.2 | 15.4 | 12.2 | 6.8  | 4.6  | 10.2           |
| Precipitacions mitjanes (mm)                                                                | 56.2 | 13.6 | 16.9 | 42.2 | 34.2 | 32.9 | 28.4 | 23.8 | 62.2 | 33.2 | 68.5 | 55.2 | 467.3          |
| Font: Generalitat de Catalunya, DMA. Anuaris meteorològics                                  |      |      |      |      |      |      |      |      |      |      |      |      |                |

## Evolució demogràfica
| Entitat de població | Habitants (2024) |
| Lloret de Mar       | 36.769           |
| l'Hostalet          | 2.686            |
| el Mas Rossell      | 732              |
| Canyelles           | 728              |
| Sant Pere del Bosc  | 548              |
| Papalús             | 333              |
| les Alegries        | 310              |
| Santa Cristina      | 28               |
| Font: Idescat       |                  |

| 1497 f | 1515 f | 1553 f | 1717 | 1787  | 1857  | 1877  | 1887  | 1900  | 1910  |
| ------ | ------ | ------ | ---- | ----- | ----- | ----- | ----- | ----- | ----- |
| 52     | 84     | 88     | 819  | 2.573 | 4.170 | 3.591 | 3.318 | 3.242 | 3.249 |

| 1920  | 1930  | 1940  | 1950  | 1960  | 1970  | 1981   | 1990   | 1992   | 1994   |
| ----- | ----- | ----- | ----- | ----- | ----- | ------ | ------ | ------ | ------ |
| 2.955 | 3.003 | 3.083 | 3.159 | 3.627 | 7.064 | 10.480 | 16.874 | 14.991 | 14.991 |

| 1996   | 1998   | 2000   | 2002   | 2004   | 2006   | 2008   | 2010   | 2012   | 2014   |
| ------ | ------ | ------ | ------ | ------ | ------ | ------ | ------ | ------ | ------ |
| 16.674 | 17.875 | 20.045 | 23.424 | 26.557 | 32.728 | 37.734 | 39.794 | 40.837 | 38.624 |

| 2016   | 2018   | 2020   | 2022   | 2024   | 2026 | 2028 | 2030 | 2032 | 2034 |
| ------ | ------ | ------ | ------ | ------ | ---- | ---- | ---- | ---- | ---- |
| 37.042 | 37.350 | 39.089 | 38.941 | 42.600 | -    | -    | -    | -    | -    |

## Història

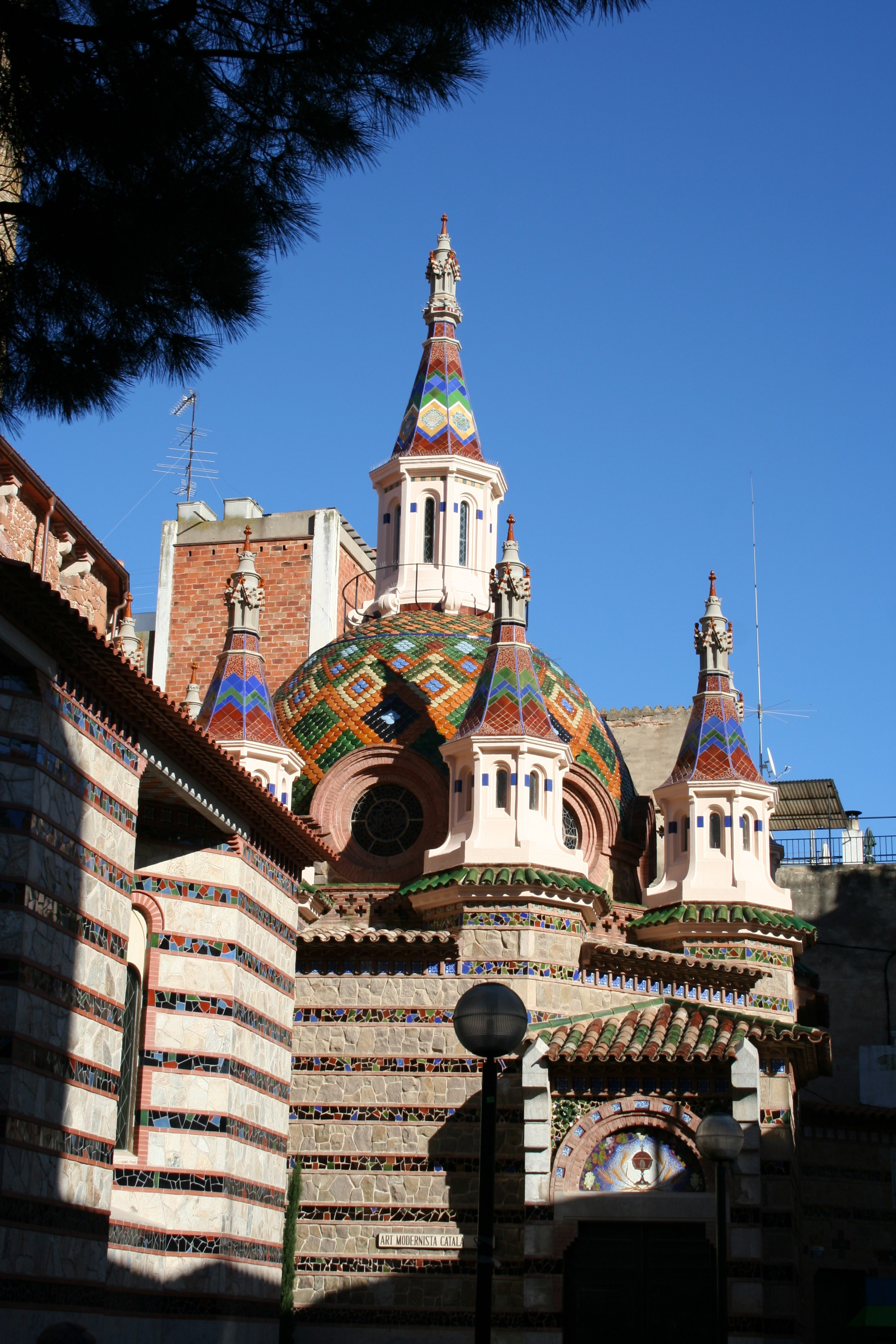
Església de Sant Romà

Els primers pobladors de Lloret foren els indígets, una de les tribus dels ibers que habitaven la Catalunya actual. D'aquest passat podem destacar els jaciments de Montbarbat, del Puig de Castellet i del Turó Rodó.
El de Montbarbat és al cim de la muntanya amb el mateix nom. Fou habitat entre els segles vi aC i i dC. En les excavacions s'han trobat restes de ceràmica ibèrica, emporitana, àmfores ibèriques i púniques, materials de bronze i eines agrícoles de ferro.
El jaciment del Puig de Castellet fou construït el segle iii aC. Era una torre de guaita per controlar la costa.
La vila actual es formà cap al segle xv al voltant del barri de la platja. L'església parroquial de Sant Romà fou acabada l'any 1522 i cal destacar el retaule major (1545 - 1549), pintat per Pere Serafí.
Els segles xvii i xviii van ser temps de penúries i conflictes, com la Revolta dels Joseps.
El port de Lloret va esdevenir cada vegada més important i, sobretot, a partir d'obtenir el permís de comerciar amb les colònies americanes. D'aquesta època cal destacar les cases construïdes pels indians quan tornaren d'Amèrica. Malauradament, moltes foren destruïdes pel creixement urbanístic posterior. Encara se'n pot observar una mostra al passeig marítim, on trobem la casa de Can Garriga. Fou construïda l'any 1888 per Enric Baptista Garriga. Actualment hi ha el Museu Marítim de Lloret de Mar. Un altre museu de la ciutat és el Museu Casa dels Gats, al carrer de Sant Albert.
D'aquesta època data el cementiri modernista (1901) on hi ha obres de Puig i Cadafalch, Antoni Maria Gallissà i Soqué i Bonaventura Conill i Montobbio.
Val a dir que avui en dia, en el segle xxi, s'està qüestionant el model turístic i de creixement de la vila, que ha patit un desenvolupament urbanístic desenfrenat, que ha malmès precisament molts dels seus arguments turístics (un entorn natural cuidat i frondós, a peu de costa).

### Edat antiga

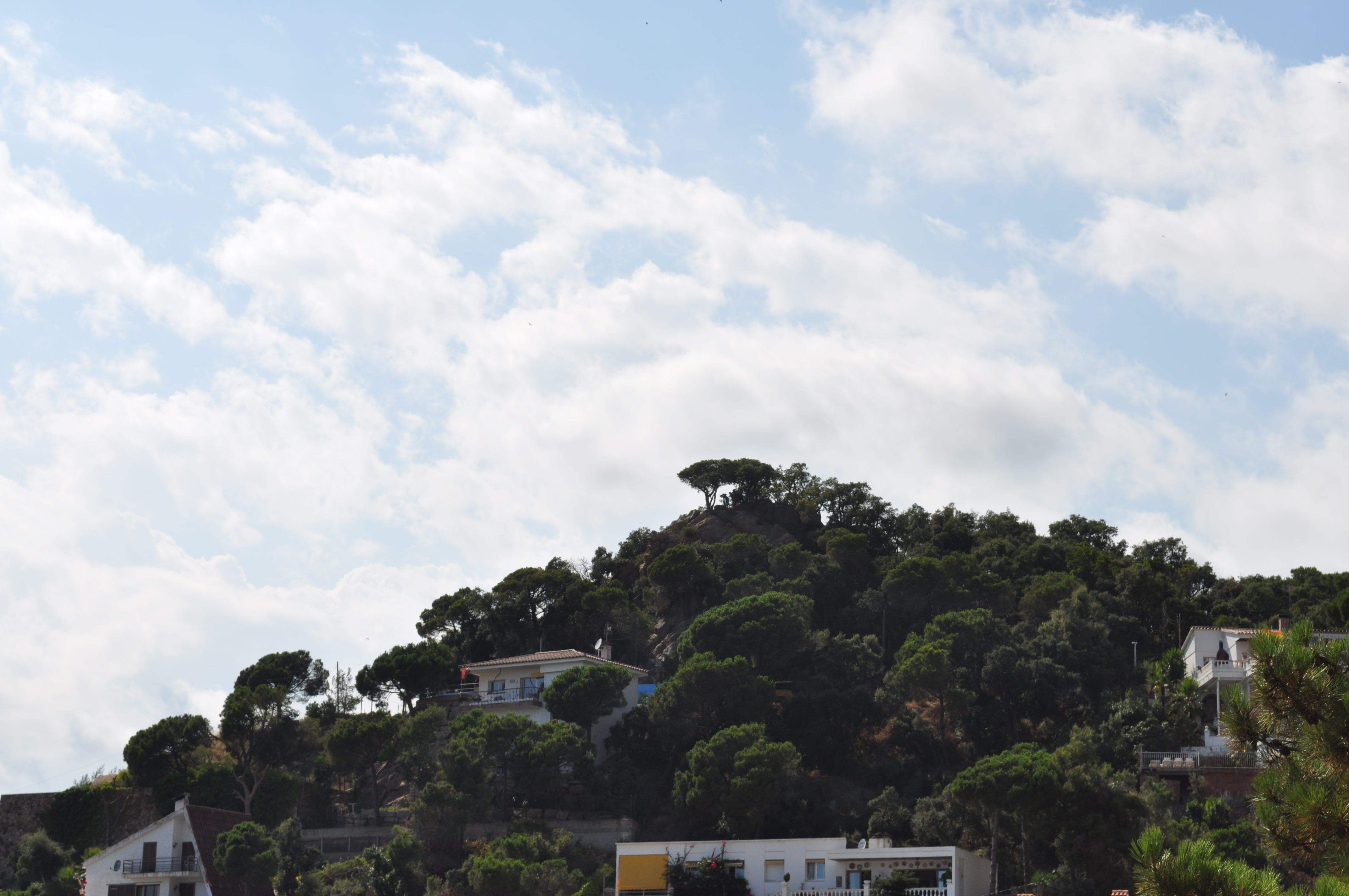
Lloret, Puig de Castellet

Les prospeccions i excavacions arqueològiques a la muntanya de Montbarbat i en altres indrets permeten assegurar que els primers pobladors de Lloret pertanyien al Paleolític inferior, i s'han trobat assentaments ibèrics dels segles iv i I aC, a les zones de Montbarbat, Puig de Castellet, Turó Rodó i Coll de Llop. Els pobladors d'aquests nuclis urbans ibèrics tenien una economia de subsistència: l'agricultura, la ramaderia, la caça i la pesca. A les excavacions a Montbarbat i Puig de Castellet apareixen elements de defensa (muralles, torres…), estructures d'habitatge, sitges, ceràmica feta a mà i a torn, i, al Puig de Castellet s'han trobat fragments de ceràmica campaniana i d'àmfora púnica.
Segons alguns estudiosos, és probable que al segle i aC ja arribessin els primers romans a la costa lloretenca. No obstant això, no fou fins al segle i que l'assentament romà de la platja de Fenals va assolir la seva època més esplendorosa. Les excavacions a Fenals mostren unes estructures de grans dimensions que s'utilitzaven, segurament, com una mena de naus industrials i forns on es produïa i comercialitzava la producció ceràmica. La platja de Fenals, doncs, devia facilitar l'entrada i sortida de la producció de terrissa. També destaca, de l'època romana, la torre sepulcral que data del segle ii. Les excavacions al voltant de l'actual ermita de Sant Quirze confirmen l'existència d'una basílica paleocristiana i d'una necròpolis que dataria del segle iv.

### Edat mitjana

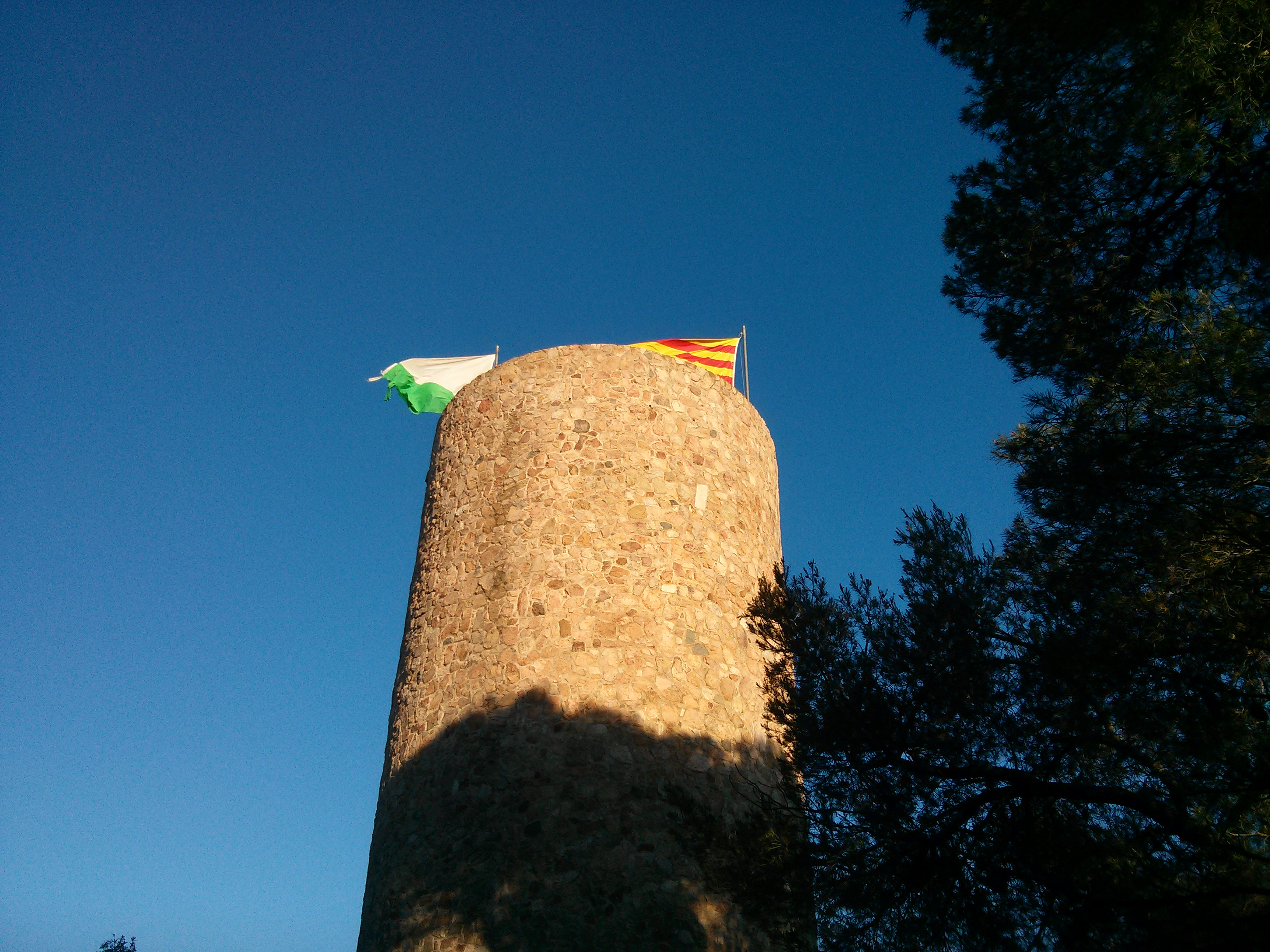
Rèplica moderna de la torre de l'homenatge del Castell de Sant Joan de Lloret de Mar

La primera menció documental de Lloret de Mar data de l'any 966. El text, que és a la Biblioteca de Catalunya, al volum 572 del fons de manuscrits (Pons Guri 1989d), recull la donació de l'alou de la vil·la de Tossa de Mar efectuada per importants magnats de la Catalunya del segle x, actuant com a marmessors de Miró comte de Barcelona i Girona, al monestir de Santa Maria de Ripoll. En el document s'assenyalen els seus límits, a migdia in mare magnum, a ponent in termino de Loredo, siue in riuo de Canelles i a tramuntana in ipsas Palomarias de Uillanova siue in Caldes.
No obstant això, no fou fins a l'any 1001, quan es va formar l'alou de Lloret, arran del fet que el comte Ramon Borrell de Barcelona va segregar-lo del terme de Maçanet per cedir-lo al vescomte gironí Seniofred. L'alou o domini senyorial de Lloret va mantenir-se en mans dels vescomtes de Girona, fins a l'any 1041, nou anys després en què, després del conflicte entre les dues filles d'Amat de Montsoriu i netes de Seniofred en el 1032, Ermessenda i Sicardis, es va acordar que la segona renunciaria als drets heretats dels seus pares a favor de la primera, muller de Guerau I de Cabrera, a canvi del terme de Lloret i de béns d'estanyol.
D'aquesta època, probablement, també data la construcció del Castell de Sant Joan situat al cim de la muntanya que separa les platges de Lloret de la de Fenals. L'edificació gaudia d'una vista extraordinària i servia de guaita i, tanmateix, com a refugi pels lloretencs quan la població estava en perill. Disposava d'una capella, la de Sant Joan, que al principi es trobava dintre del lloc fortificat i que canvià de lloc per perill d'enrunament però on s'indica mai on va ser traslladada.
La senyora de Lloret, Sicardis, va promoure i facilitar la construcció de la capella de Sant Romà (l'actual ermita de les Alegries) en un territori propi que no arribava al mar. Més tard, l'any 1079, va aconseguir que es consagrés com a església i dies més tard, també es va consagrar l'església de Sant Joan del castell de Lloret. El 1165 la catedral de Girona esdevé l'únic amo del castell de Lloret, però aquest fet que no es reconeix fins al 1217. El Capítol de Girona administrava tot el seu patrimoni per mitjà de dotze pabordies, i, per a distingir-les, cada una rebia el nom d'un mes de l'any. Cada pabordia estava regida per un prepòsit, babord o administrador, que podia residir o no en la localitat administrada. La pabordia que s'ocupava dels béns de Lloret era la del mes de Novembre.
En aquell moment, el poble era un escampall de cases de pagès que, majoritàriament, eren a la zona de l'interior i, per tant, no ha d'estranyar-nos que la primera parròquia de Sant Joan estigués tan allunyada de l'actual nucli urbà. Segons l'historiador Elvis Mallorquí, les primeres referències de lloretencs establerts a la vora del mar són de 1262, data a partir de la qual es produeix un ràpid creixement de focs i persones fins a assolir els 36 focs –unes 160 persones- l'any 1346, ben poc abans de l'esclat de la pesta negra als Països Catalans i de la incursió dels genovesos, que l'any 1353 saquejaren i incendiaren el poblat marítim de Lloret.
Els lloretencs que vivien a prop del mar es dedicaven a comercialitzar els productes de l'interior (llenya, fusta, carbó…) i, practicaven la pesca i la navegació de cabotatge que, progressivament, va anar agafant més importància. A mitjan segle xiv es produïren dos fets que trasbalsaren la població lloretenca. En primer lloc, la pesta negra (estesa per tot Europa) que va provocar estralls entre la població. I segon, a conseqüència de la guerra que enfrontà Pere III d'Aragó amb els genovesos, es produí una incursió d'aquests en el terme i que van destruir i incendiar les cases que eren a vora la platja, així com el Castell que es va haver de reconstruir uns anys més tard. Al cens de l'any 1359 a Lloret, va quedar en només 67 focs o llars (uns 320 habitants). Els italians varen crear fins i tot el barri de Venècia i es diu que guarnien les seves barques de pescadors com góndoles venecianes fent processons per mar. Alhora es va començar a creure en sants i verges de tradició italiana com la Verge de Loreto, Santa Rosalia, Sant Sebastià i Santa Cristina, que es va convertir en la patrona de Lloret.
L'any 1446 els lloretencs comencen a demanar la incorporació del seu territori a la Corona. La reina Maria de Castella els va atorgar protecció perquè poguessin iniciar el plet però, no obstant això, es va produir una forta tibantor entre la Pabordia i la gent de Lloret. La reina Maria, fins i tot, manà que s'aclarís la mort del lloretenc Gaspar Guirat que, pel que sembla, havia estat maltractat pel prepòsit.

### Edat moderna

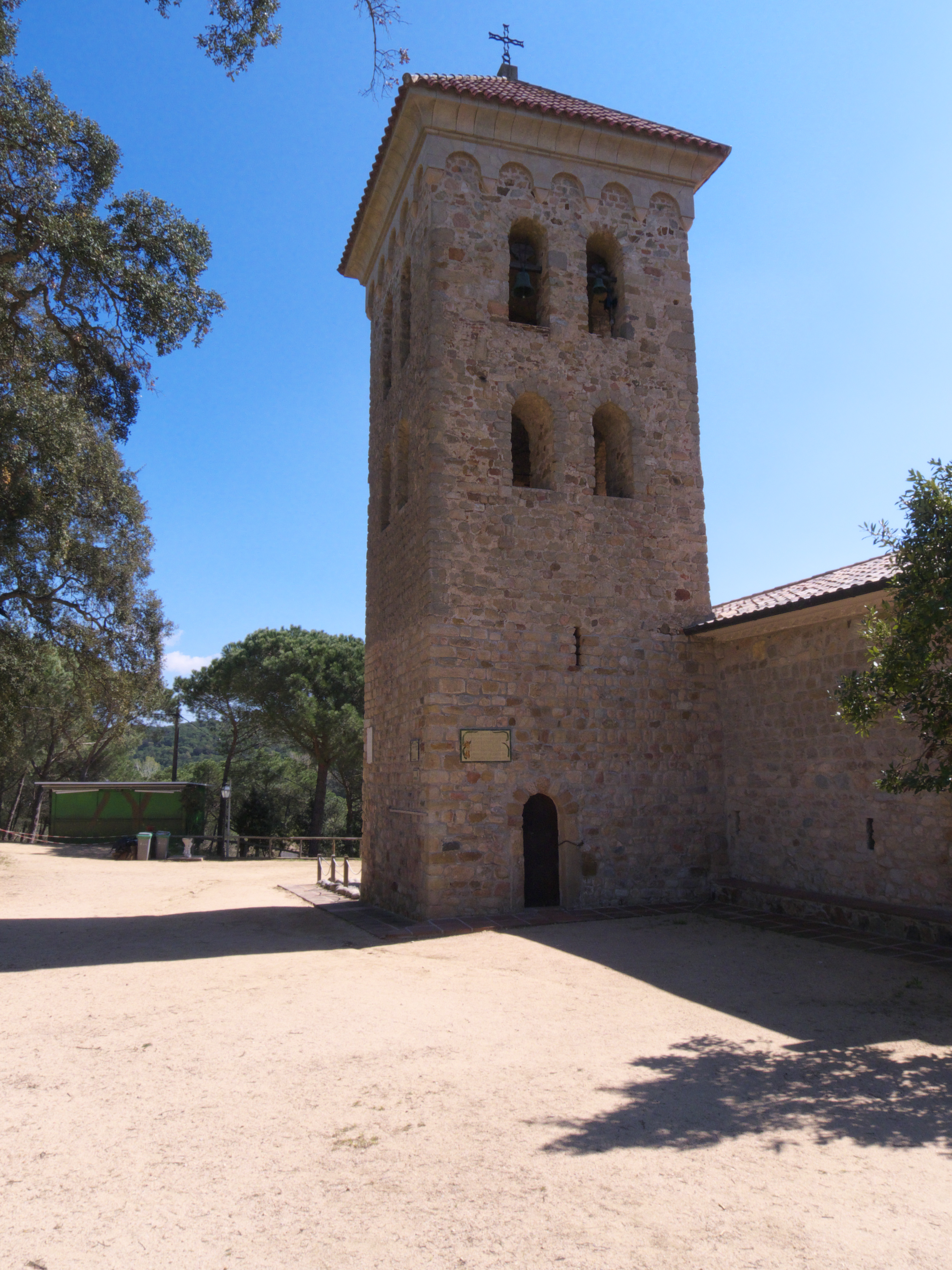
Ermita de la Mare de Déu de les Alegries

No se sap amb certesa quant de temps va durar la divisió de les capelles, la de Sant Joan i la de Sant Romà (les Alegries), però el que sí que se sap és que a mitjan segle xv es tractava ja de construir una nova església parroquial, propera al lloc on habitaven els pescadors i els mariners. Les obres van començar el 1.509 i acabar l'any 1522 i el cost total va ser de 3.000 lliures. L'església fou construïda segons l'estil gòtic català del moment i es va decidir que la nova parròquia també havia de servir de refugi als feligresos durant les incursions dels pirates. Així, el campanar fou emmerletat i proveït d'espitlleres i, la porta d'entrada (que era llevadissa) corria per dintre d'un solc ben profund. L'any 1541, els jurats de la Universitat de Lloret encarreguen la decoració de l'altar major als pintors Pere Serafí («El Grec») i Jaume Fontanet.
El segle xvii es caracteritza pels mals i les penúries que assotaren Lloret: guerres, pestes, temporals, fam… Els lloretencs decidiren traslladar la imatge de Santa Cristina de l'ermita a l'església parroquial, per tal de poder-hi adreçar millor les seves pregàries i amb la confiança que aconseguirien una major influència. El segle xviii es caracteritza per conflictes i penúries de la població. Amb la guerra de successió, a començament del segle, Lloret va haver de contribuir amb homes, traginers, allotjament, llenya, diners i els lloretencs començaven a sentir-se molestos perquè les tropes que allotjaven cometien gran quantitat d'abusos i injustícies. Per tal d'intentar frenar els abusos dels soldats, l'any 1711 el Consell va determinar que es faria un regal al senyor comte d'Harcourt (que es trobava a Hostalric) d'unes quarteroles de vi i un cabàs de peix. La comitiva que portés el present l'havia d'informar dels desordres que cometien els seus soldats als termes de Lloret i Blanes.

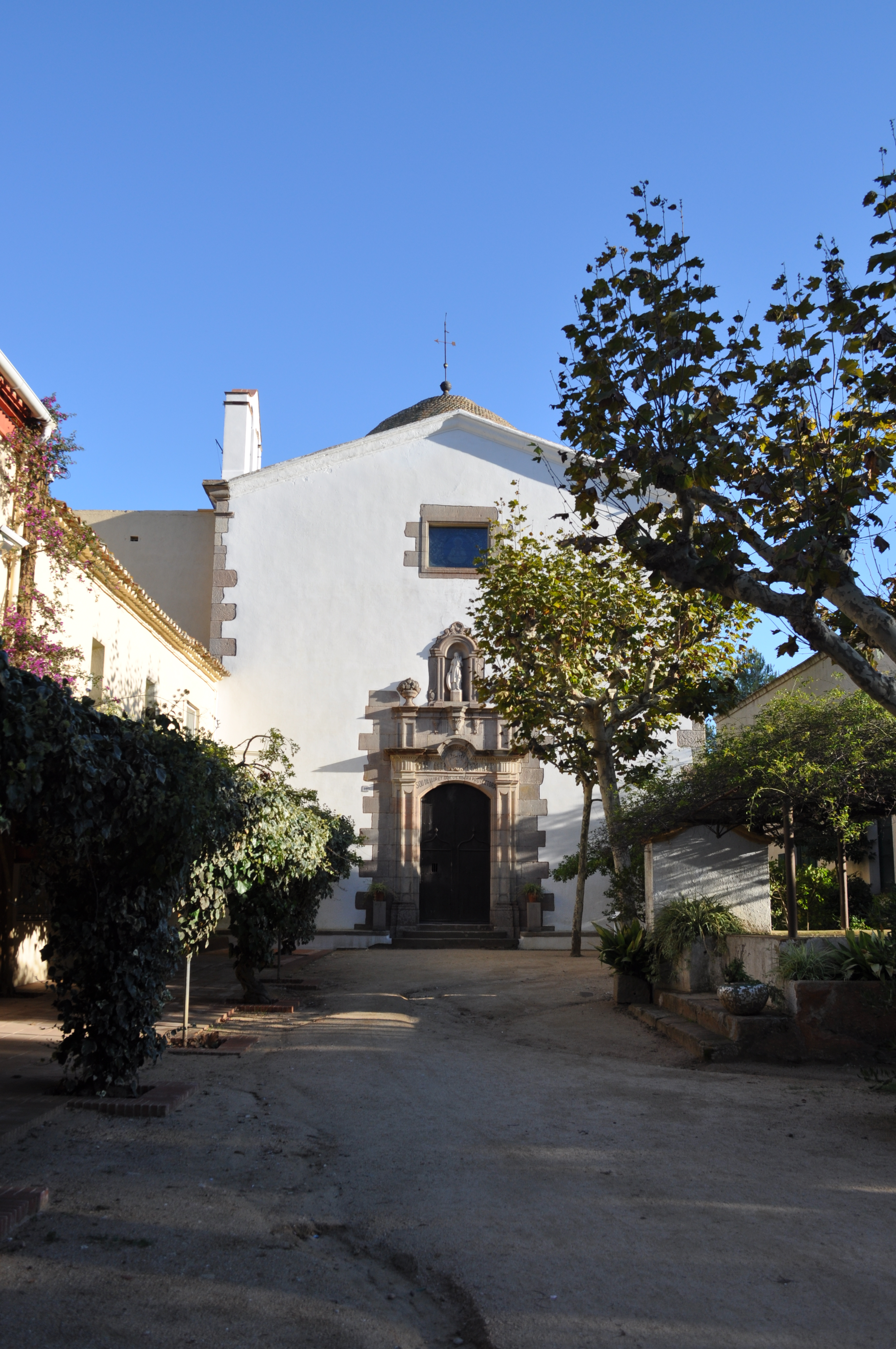
Ermita de Santa Cristina

Entre els anys 1764 al 1772, es va construir la nova ermita de Santa Cristina. El primer document on se cita l'ermita, propietat de l'Obreria, és de l'any 1422. Per obtenir cabals per a les despeses de la construcció l'Obreria es va vendre joies, canelobres de plata, es talaren boscos que eren propietat de Santa Cristina i s'organitzaren tota mena de recaptes. Fins i tot, el rector, d'acord amb el bisbat, donà permís per pescar els diumenges amb la condició que els beneficis s'atorguessin a les obres. Però els ingressos més importants provingueren dels mariners i armadors.
En aquella època, ja hi havia molts navegants lloretencs que anaven a Amèrica d'una forma més o menys declarada. Però, l'any 1778, el rei Carles III va promulgar el Decret del Lliure Comerç amb les colònies americanes. Aquest fet, va suposar un gran impuls per a l'activitat marinera de Lloret perquè, a partir de llavors, els vaixells lloretencs ja podien navegar lliurement cap a Amèrica. Segons el cens de Floridablanca, l'any 1787 ja hi havien 590 matriculats (nom que es referia a la gent relacionada amb el món del mar), xifra sorprenent si es considera que, en aquell moment, la població lloretenca era de 2573 persones.
L'any 1788 els pescadors lloretencs es negaren a pagar el delme del peix o ribatge al Capítol de la Catedral. L'Ajuntament, el veïnatge i els Cerdans (gent de la Cerdanya que passaven l'hivern treballant a la costa) es posaren al costat dels pescadors i es produí un fort enfrontament entre les autoritats que representaven als canonges i el poble que defensava l'actitud dels pescadors. Es concentrà molta gent que cridaven «No pagueu, no pagueu… que l'Ajuntament no ho vol». Enmig de la confusió i la cridòria començaren a llençar pedres i taronges per ferir les autoritats i les insultaren anomenant-les lladres i traïdors. Foren processats i condemnats uns quants veïns i, com que set dels vuit processats s'anomenaven Josep, aquest motí fou conegut amb el nom de la «Revolta dels Joseps».

### Edat contemporània
L'any 1790 hi hagué un nou litigi entre el Capítol de la Catedral i els lloretencs. Probablement, la «Revolta dels Joseps» va servir d'encenall per reivindicar al rei Carles III i al Supremo Consejo de Hacienda que la jurisdicció civil i criminal del terme de Lloret s'incorporés a la Corona. Finalment, la vila va guanyar aquest plet que durà 17 anys i va costar 40.000 lliures. A partir de llavors, la justícia no havia d'ésser administrada per un batlle nomenat pels canonges, sinó que l'havia d'administrar un batlle nomenat pel rei.
A principi del segle xix l'activitat naviliera lloretenca va augmentar progressivament. Entre 1812 i 1869 s'arribaren a construir 130 vaixells (majoritàriament bergantins i pollancres de 150 a 250 tones); però, l'època daurada del comerç i la navegació transoceànica fou entre els anys 1830 i 1860. Com a conseqüència, en aquesta època la població va augmentar; així, pel 1820 hi havia a Lloret 2.300 habitants; deu anys més tard 2.902 persones i, el 1840 s'arribà als 3.024 ciutadans.
Els vaixells empraven quatre o cinc mesos per anar a l'Havana i tornar. Si anaven a Montevideo, el viatge durava gairebé mig any. Els llocs freqüentats eren, sobretot, l'àrea del Mar del Plata i la del Mar de les Antilles i del Golf de Mèxic. Alguns, però, anaven fins i tot a l'Amèrica del Nord i a la costa de Xile i a les Filipines. El negoci consistia a exportar vins, oli, teixits, sal, farina i altres mercaderies, i en importar cotó, fustes nobles, pells, sucre, tabac, cafè, rom, petroli, tasajo (carn salada i assecada), etc. Sense oblidar, la importància del tràfic d'esclaus.

#### Elsamericanos

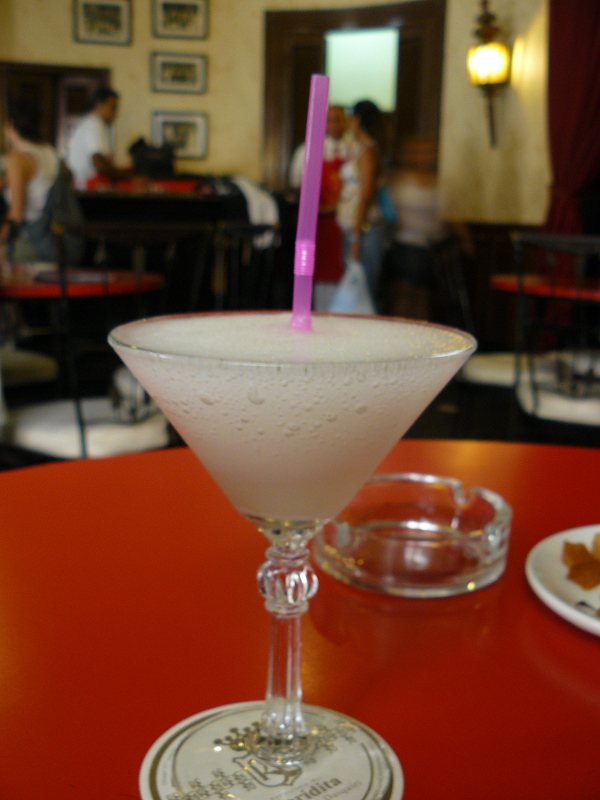
El còctel més famós del bar Floridita de Cuba, el daiquiri creat per Constantí Ribalaigua, sobre una de les taules del bar.

Molts lloretencs participaven en el negoci que suposava cada viatge i posaven diners per a la construcció del vaixell o per a l'adquisició de la mercaderia. Un capità de vaixell no era pas, doncs, un mer transportista, sinó un especulador que intentava treure el benefici més gran que podia de la càrrega que portava. Alguns dels capitans d'aquells velers vuitcentistes han passat a formar part de la història local. Entre els més famosos hi ha Agustí Conill, Agustí Domènech, Pau Domènech, Josep Esqueu, Josep Macià, Joan Bautista Mataró, Silvestre Parés, Agustí Vilà, Antoni Vilà, etc. El comerç transoceànic del segle xix va dinamitzar la vida dels pobles costaners i, alhora, va obrir els ulls de la gent davant les possibilitats d'enriquir-se que oferien les terres americanes. Foren molts els emigrants que, aprofitant la facilitat d'anada a Amèrica per mitjà dels vaixells de l'època, van instal·lar-se en el Nou Continent amb la intenció de fer fortuna.
Els qui anaven a ultramar ho feien de petits (als 13 o 14 anys) i, sovint, portaven una recomanació per a un amic o un familiar que ja hi era i que els acollia o els facilitava la primera ocupació. Més tard, quan podien, es plantaven pel seu compte i alguns van esdevenir grans financers, banquers o propietaris. La millor època de la presència lloretenca a Amèrica, especialment a Cuba, va ser entre 1840 i 1880. Després, fins a 1.900, hi hagué una època de davallada de la marina mercant. Entre els lloretencs que van destacar a Amèrica en diversos camps i a diferents llocs estan Narcís Gelats i Durall (banquer), Narcís Macià i Domènech (empresari), Mossèn Narcís Domènech i Parés (canonge), Josep Surís i Domènech, Pere Codina i Mont (actor) i Constantí Ribalaigua que creà el daiquiri i que es va convertir en la beguda nacional de Cuba. Si allà tot els anava bé i feien fortuna, tard o d'hora, tornaven a la vila nadiua. Eren els "americanos" o "indianos" que havien anat a Amèrica pobres, havien fet fortuna i havien tornat al poble amb una bona quantitat de diners que els permetés viure de renda). Llavors els anava a rebre l'orquestra de la població, repartien cigars, més tard es casaven amb una noia jove (la família ho consentia per sortir així de la misèria), enderrocaven la vella casa pairal i es feien bastir una mansió senyorial, neoclàssica, eclèctica o ja modernista, es feien construir un sumptuós mausoleu en el cementiri nou i, si la base era sòlida, feien obres filantròpiques. D'entre els americanos lloretencs es pot destacar Joan Sureda i Guinart, Salvador Garriga i Garriga i Nicolau Font i Maig. La riquesa d'aquests homes fou tan gran, que segons diuen, podia mesurar-se pel nombre de capellans i gent pobra que anava al seu enterrament. Habitualment, en els capítols testamentaris dels americanos, la dona vídua no es podia tornar a casar perquè si no perdia els drets a l'herència. Per tant, com que les dones eren molt més joves, solien estar assetjades pels familiars del difunt. Així, si l'atrapaven en fals, podrien recuperar una bona part de la riquesa del difunt.
Els que tornaven d'Amèrica sense fer fortuna es deia irònicament que havien perdut sa maleta a l'Estret i, per tant, ningú no el considerava americano.

#### "Costas las de Levante, playa la de Lloret"

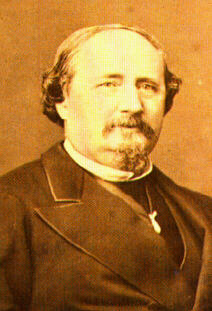
Emilio Arrieta, compositor de Marina

El 21 de setembre del 1855 s'estrenà a Madrid l'opereta "Marina" amb lletra de Francesc Camprodon i música d'Emilio Arrieta.
| «                                                       | Costas las de Levante, playa la de Lloret. | » |
| — lletra de Francesc Camprodon, música d'Emilio Arrieta |                                            |   |

Camprodon, diputat a les Corts, coneixia bé la costa lloretenca i va voler dedicar-li un record. De bon començament, aquesta composició va passar desapercebuda però, posteriorment, fou considerada una de les més importants i conegudes del gènere líric espanyol. La frase "Playa la de Lloret" va contribuir a una major popularitat de la població i es va convertir en el primer eslògan publicitari de Lloret de Mar.

#### Inicis com a destí d'estiu
L'alt nivell econòmic que s'havia assolit en certs sectors de la població lloretenca (comerciants, naviliers i americanos) va afavorir que s'enderroquessin les velles cases i que s'aixequessin petits palauets neoclàssics, modernistes o eclèctics. S'edificaren, doncs, les cases del passeig del Mar, del carrer Sant Pere i de la plaça d'Espanya.
- L'any 1872, es va inaugurar el nou edifici de l'Ajuntament, d'estil neoclàssic, que havia estat projectat per l'arquitecte Fèlix de Azúa.[10]
- El 1880, també s'inaugurà l'edifici del nou Hospital de Lloret que es construí, especialment, amb l'ajut dels lloretencs que vivien a Amèrica i estaven ben situats.
- L'any 1898 l'indiano Nicolau Font i Maig, "comte de Jaruco", va reformar i restaurar el santuari de Sant Pere del Bosc, que havia adquirit durant la desamortització, a l'època d'Isabel II. L'església fou decorada pel pintor barceloní Enric Monserdà. El pedró de la Mare de Déu i les Creus de terme que es troben en el camí cap al santuari varen ser projectades per l'arquitecte modernista Puig i Cadafalch. El poeta mossèn Jacint Verdaguer reformà la lletra dels goigs.
- L'any 1900 es va inaugurar el nou cementiri que, amb el temps, reuniria un esplèndid conjunt modernista, amb obres de Puig i Cadafalch, Antoni Maria Gallissà, Bonaventura Conill…

La davallada de la marina i del comerç transoceànic i, tanmateix, les pèrdues de les colònies americanes provocaren un estancament en la construcció de nous edificis públics i privats.
En el primer decenni d'aquest segle, ja arribaren a Lloret els primers estiuejants. L'any 1918 es varen començar a aixecar els primers xalets d'estiu i l'any 1920 s'obrí el primer hotel, l'hotel "Costa Brava".
El període de postguerra es caracteritzà per les restriccions (amb cartilles de racionament) i les dificultats econòmiques. Tot plegat comportà la pràctica generalitzada de l'estraperlo.
Ben aviat, però, arribaren els primers estiuejants que procedien de l'àrea barcelonina que generalment es tractava de fabricants de tèxtil ben situats o d'ocupacions similars.

#### Paradís gentil
Des dels anys 20 Lloret de Mar havia acollit, als estius, selectes famílies de la societat de Barcelona i el seu entorn, que buscaven en les platges lloretenques un ambient agradable. Entre els estiuejants il·lustres cal esmentar Josep Carner, un dels grans poetes de Catalunya, que el 1919, a la revista D'Ací i d'Allà, batejà Lloret amb el nom de "paradís gentil".
Passada la Guerra Civil de 1936-39, la burgesia de Barcelona i afores torna a escollir Lloret, entre altres poblacions costaneres, com a destí de vacances. A poc a poc, la fama de la ciutat d'estiueig transcendeix els límits fronterers de l'Estat espanyol i comencen a aparèixer les primeres cares estrangeres.
Un metge odontòleg alemany, Ernest Adler (Karlsbad, 1906 - Lloret de Mar 1996), de gran prestigi a Europa en temes de medicina bucal, s'estableix a Lloret i contribueix a divulgar el nom i les excel·lències de la vila entre la seva clientela centreeuropea.
El moment clau de l'eclosió turística i de la transformació urbanística, fou a partir de 1950, on Lloret de Mar va començar a rebre els primers visitants estrangers amb més nombre. Les antigues cases senyorials anaren caient i es convertiren en hotels i instal·lacions de serveis. Les vinyes foren urbanitzades i quan s'acaben les vinyes, el bosc. Part del paisatge fou malmès per sempre. Amb pocs anys la vila cresqué cap a l'interior, sorgint els barris de Mas Carbó, Mas Baell, el Molí i Puig Ventós, i, a la vegada, s'enllaçaren les edificacions del nucli urbà central, amb les de la zona de la platja de Fenals. La gent ho aposta tot a una sola carta, tal vegada tement que altres alternatives puguin fer fracassar un futur, que amb el turisme i l'hostaleria, es preveu bo.
A la dècada dels anys seixanta i setanta s'aprovaren 34 urbanitzacions en el terme municipal. La primera urbanització allunyada del nucli urbà va ser Lloret de Dalt, al nord de la població. L'any 1975 es comptabilitzaven 203 establiments hotelers, 421 bars i restaurants, 53 discoteques i 21 agències de viatges. A la dècada dels anys vuitanta, el nombre de turistes, durant la temporada alta, ja superava els 150.000.

## Natura

### Platges i cales

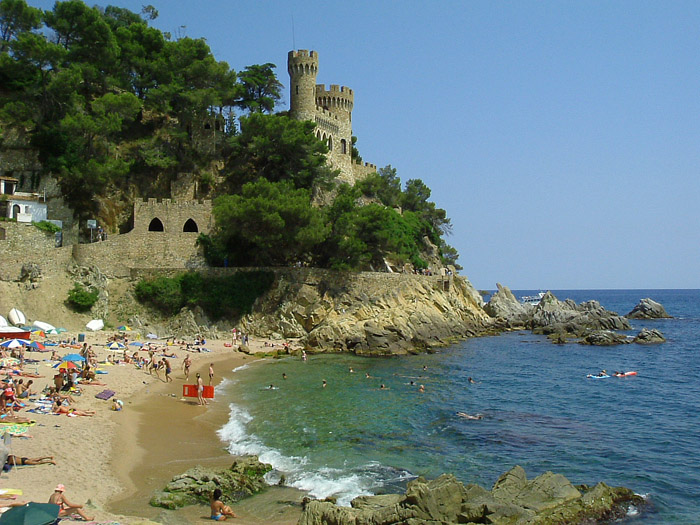
Sa Caleta, al peu del Castell d'en Plaja, a Lloret de Mar

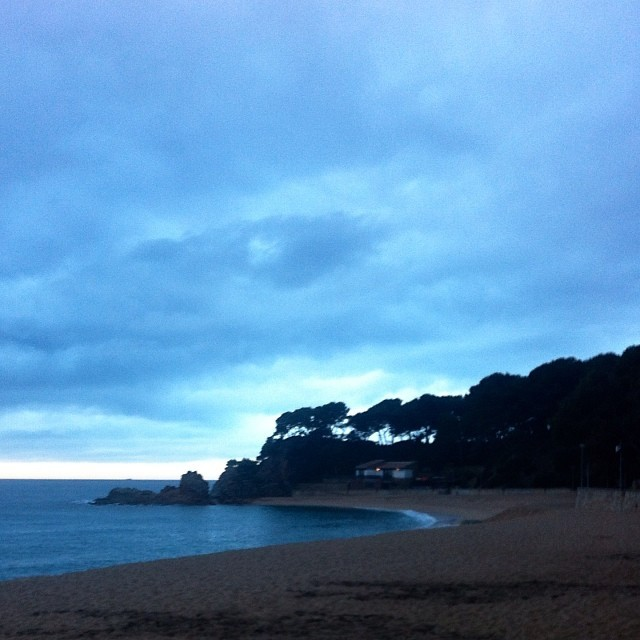
Platja de Fenals, a Lloret de Mar

Lloret de Mar tenia, l'any 2025, banderes blaves per a cinc platges: Lloret, Fenals, Sa Boadella, Canyelles i Santa Cristina-Treumal.
- Platja de Lloret: Amb una longitud de més d'un quilòmetre i mig, és la platja més extensa de la localitat de la qual rep el nom. Està situada en el centre de Lloret i compta amb un aparcament que permet deixar els cotxes a peu de platja i amb els accessos i instal·lacions adaptats per a persones amb deficiències de mobilitat.
- Platja de Fenals: Fenals és la segona platja de Lloret de Mar amb una extensió de 700 metres. Està situada en una badia arrecerada dels vents per un massís que la separa del nucli urbà i de la platja de Lloret. També disposa d'accessos i instal·lacions adaptats per a persones amb deficiències de mobilitat.
- Platja de Santa Cristina: el seu emplaçament entre dos grans turons l'arrecera dels vents, fent que les seves aigües es trobin normalment en calma.
- Platja de Canyelles: Canyelles és la platja més allunyada del nucli urbà i s'hi accedeix a ella des de la carretera que porta a Tossa de Mar. Amb una extensió similar a la de Santa Cristina, Canyelles destaca perquè s'hi troba l'únic port nàutic de Lloret de Mar.
- Platja de Treumal: Les dues roques situades a la dreta de Santa Cristina, s'obren per permetre arribar a la cala Treumal.
- Sa Caleta: Es troba al costat de la platja de Lloret i sota un castell que domina vistes espectaculars.
- Cala Banys: Cala rocosa, especialment recomanada per pescar o fer snoerkel, es pot arribar caminant des de la platja de Lloret o amb cotxe pel Castell de Sant Joan.
- Cala sa Boadella: Platja de tot just 250 metres de longitud, en la que encara es pot contemplar un paratge gairebé verge.

### Jardins

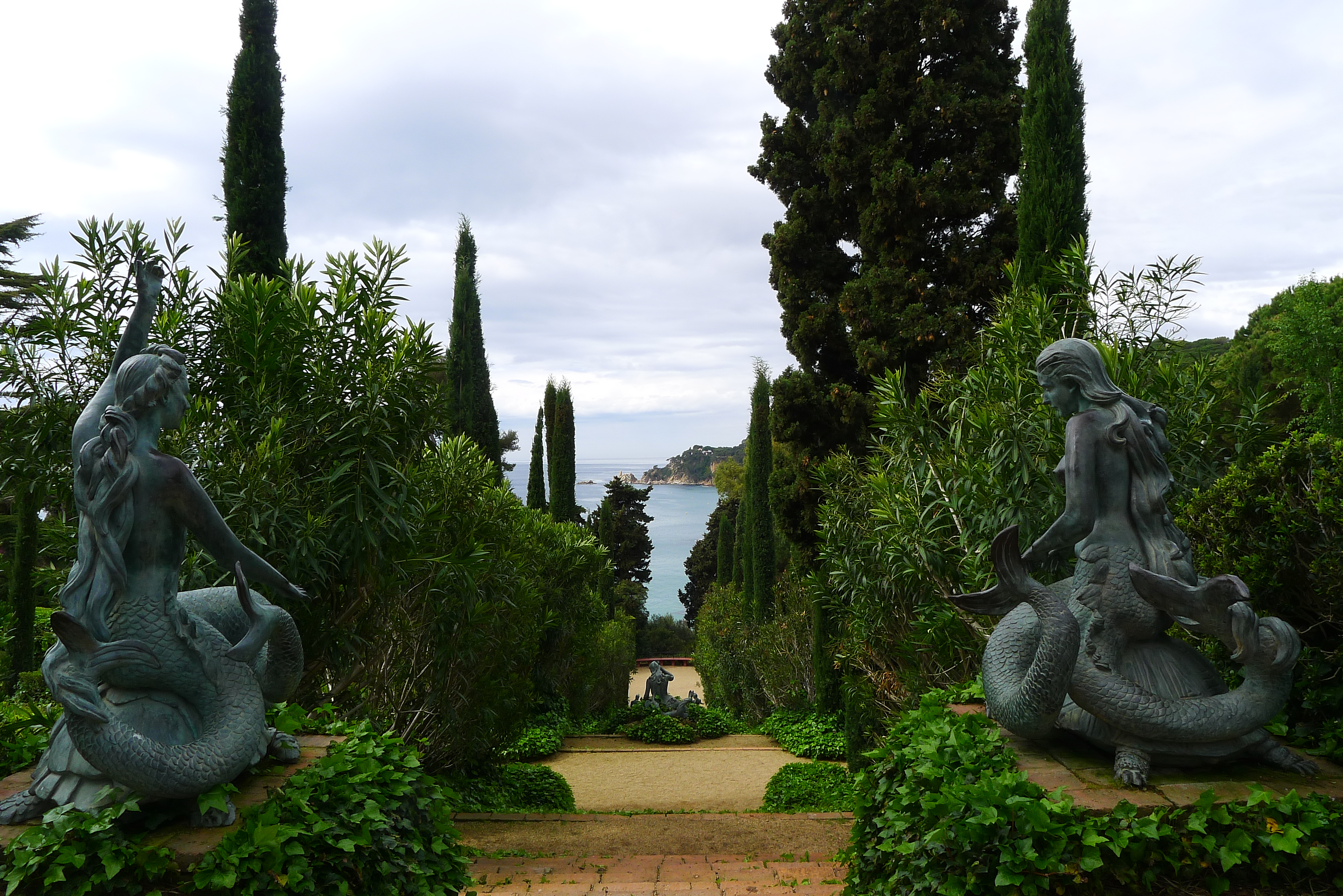
Les Sirenes dels Jardins de Santa Clotilde. Lloret de Mar

Els Jardins de Santa Clotilde, noucentistes de principis del segle xx, són probablement, la millor peça de jardineria catalana contemporània. Sobre la cala de la Boadella, el doctor i marquès de Roviralta va edificar, la casa i els jardins de Santa Clotilde, sota el disseny de l'arquitecte i paisatgista noucentista Nicolau Maria Rubió i Tudurí en el 1919.
Es troben en un penya-segat amb vistes impressionants sobre el mar, i es caracteritzen per l'absència de flors, fet que contrasta amb la gran varietat de plantes.

### Àrees protegides

#### Biòtop
A fi d'equilibrar l'explotació dels recursos amb la capacitat de la pesca existent i el manteniment dels ecosistemes marins, a iniciativa de diferents confraries de pescadors i de la Direcció General de Pesca Marítima, en aquests darrers anys s'han instal·lat un variat nombre d'esculls artificials arreu de Catalunya, i l'any 1994 a Lloret de Mar: el biòtop.
La zona que cobreix l'escull artificial és de 150 hectàrees i es troba compresa entre la Punta des Bullents (Cala Canyelles) i el Racó des Bernat (Lloret de Mar), a una batimetria compresa entre 15 i 25 metres. L'escull està format per quatre sèries de mòduls de protecció situats perpendicularment a la línia de costa i quaranta estructures alveolars de producció situades davant de la platja de Canyelles. L'objectiu inicial del biòtop de Lloret de Mar fou l'increment de la productivitat biològica del sistema i el desenvolupament i recuperació de la pesca artesana, i també la protecció de les praderies de posidònia.

## Art i Cultura

### Museus i col·leccions

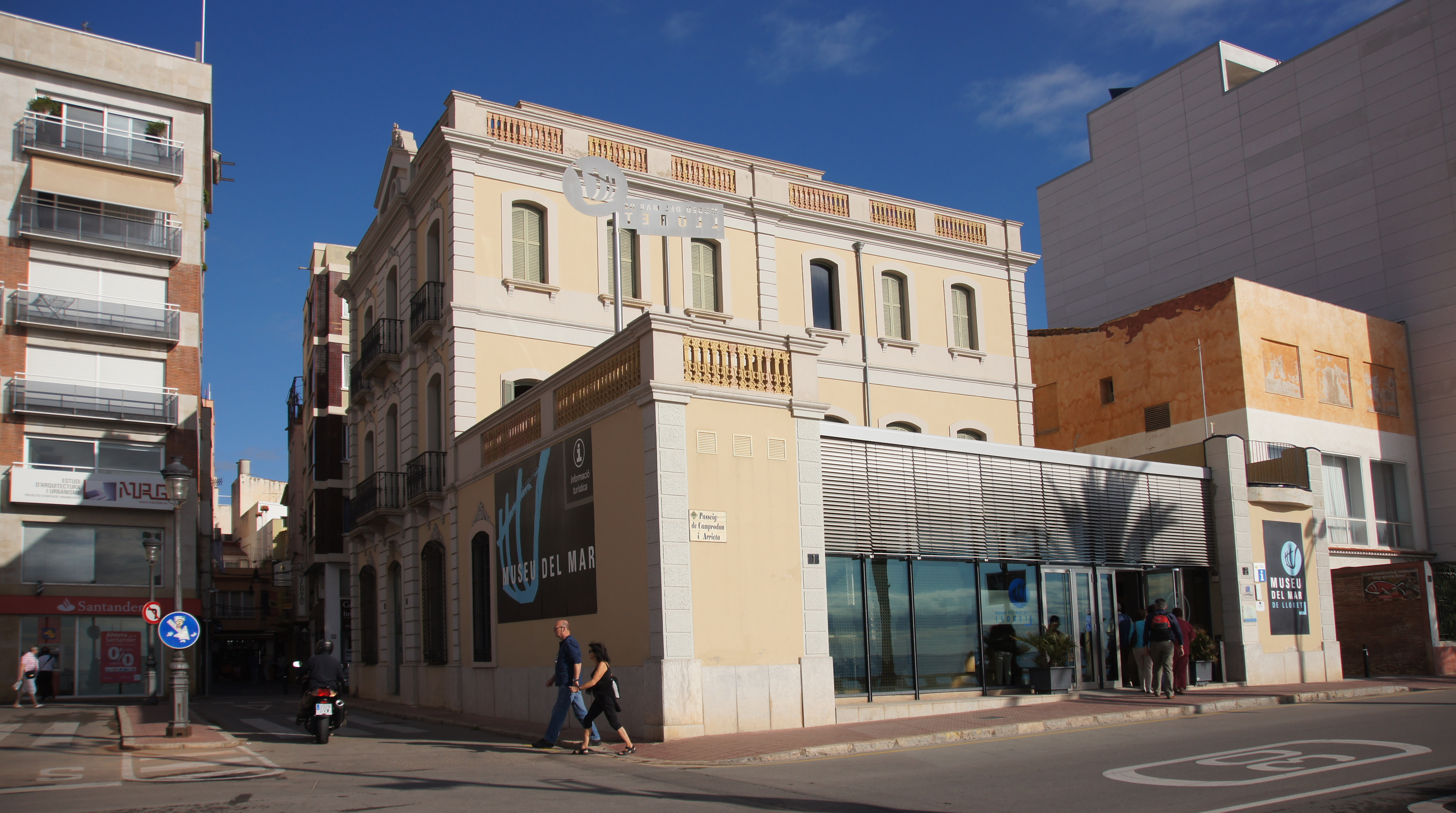
Lloret, Museu del Mar

El Museu del Mar, museu que recupera la història dels indians i la tradició pesquera i navegant de Lloret de Mar, està ubicat a l'antiga i indiana Casa Garriga que va ser adquirida l'any 1981 pel Consistori de l'Ajuntament per convertir-la en museu local. Està dividit en cinc àmbits Fills del mar, Mediterrani, Les portes de l'oceà, Lloret després dels velers i Més enllà de la platja plantejant un recorregut que va des de la navegació de cabotatge realitzada al Mediterrani fins a la gran navegació d'altura a través de l'Atlàntic.

### Castell de Sant Joan
Data d'entre els segles x i xi i està situat al cim de la muntanya que separa les platges de Lloret i Fenals. El castell servia de torre de guaita per prevenir els possibles atacs marítims.
Els orígens del Castell de Sant Joan són els orígens de la vila de Lloret. En el remot segle xi d. de C., les terres delimitades com Loredo estaven senyorejades per Sicardis de Lloret (1031-1103).
Per disposició testamentària de Sicardis, els terrenys feudals van passar a ser compartits per dos dels seus fills: Bernat Umbert, bisbe de Girona, i Bernat Gaufred, senyor laic que va esdevenir Senyor de Palafolls. La jurisdicció compartida es va estendre fins a l'any 1218, quan en morir el bisbe Bernat Umbert, el feu va passar a pertànyer exclusivament a la Seu del Capítol de la Catedral de Girona.
L'any 1790 el Comú i els habitants de Lloret van demanar al Real Consejo de Hacienda la incorporació del castell i el seu terme al patrimoni reial a canvi del pagament de 8.000 lliures al Capítol de la Catedral per la pèrdua dels drets. El plet, que va durar fins a l'any 1802, va concloure a favor dels habitants de Lloret i va posar punt final a gairebé a vuit segles de senyoria, tot i que el Castell de Sant Joan va pertànyer al Capítol fins al 1807.
El conflicte bèl·lic que va enfrontar Anglaterra contra Espanya i França i que va concloure en la batalla de Trafalgar va tenir també un efecte desastrós per a la torre del Castell de Sant Joan. L'any 1805 l'armada britànica va bombardejar la torre, fet que va destrossar definitivament el recinte fortificat. El castell va romandre en desús durant el segle xix i va quedar reduït a un munt de runes. L'any 1992 es va acabar de restaurar la torre d'homenatge que es pot visitar i, finalment, entre els anys 2000 i 2001 es van completar les excavacions que es van museïtzar.

### Cementiri modernista dels indians

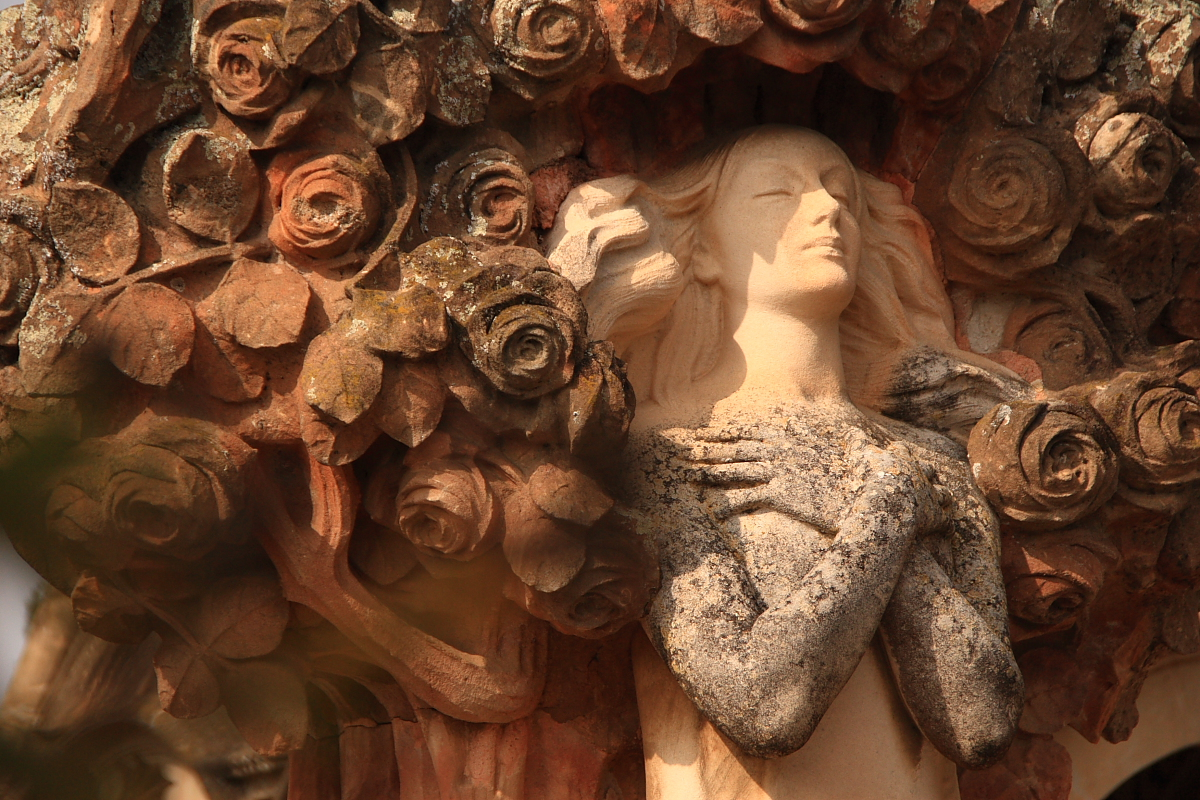
Figura de marbre ideada per Ismael Smith i Marí al Cementiri Modernista dels Indians

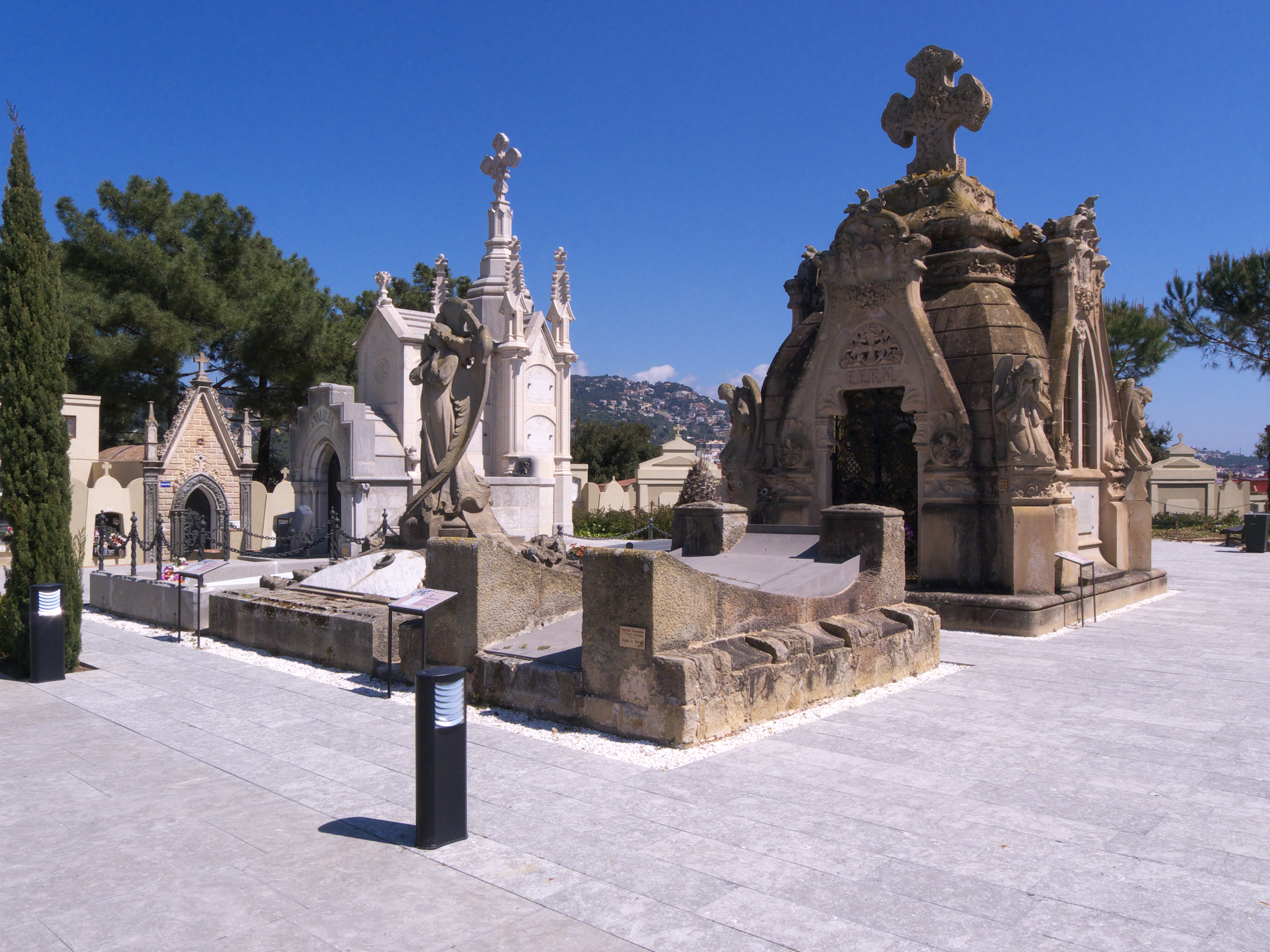
Cementiri de Lloret de Mar

El cementiri modernista de Lloret de Mar, és un dels principals cementiris indians de Catalunya i dels més prototípics del conjunt de l'Estat espanyol.
A Lloret de Mar, l'arribada dels indians enriquits va dibuixar l'essència del cementiri. Projectat per Joaquim Artau i Fàbregas, al passeig principal se succeeixen un seguit de panteons i hipogeus rutilants, marcats pel modernisme més evocador. Bonaventura Conill i Montobbio, alumne d'en Gaudí, és un dels arquitectes que més obres hi va fer, amb creus altives, rodones, en dracs que custodien la foscor, la mort i àngels plegats que ploren la mort com qualsevol mortal.
Els indianos eren famílies amb moltes i bones relacions, de manera que arquitectes com Puig i Cadafalch també van deixar mostra com la figura de dona, de marbre pàl·lid que simbolitza la mort, i que descansa voltada de roses vermelles i que va idear Ismael Smith i Marí.
Al fons del passeig central hi ha la capella, i al seu voltant es despleguen els hipogeus de segona categoria. Arrenglerats, hi ha carrers sencers de panteons adossats, tots quasi iguals, tots plens de decoracions, alguns ornats amb flors fresques i d'altres de nus.
El Nou Cementiri es va començar a la darreria del segle xix, el 1896 i les obres es van acabar el 1901. Relativament poc conegut, obre una ampla perspectiva de l'art funerari de l'època. En un centre en el qual el nombre d'habitants no arribava a quatre mil, es posaren les bases d'aquesta edificació, en què hi varen participar, un cop inaugurada, els arquitectes i escultors més significatius del moment. Joaquim Artau i Fàbregas, en va fer els plànols, i un cop el cementiri inaugurat els arquitectes Antoni Maria Gallissà i Josep Puig i Cadafalch serien els primers a dur a terme projectes per a la nova necròpoli. Immediatament apareix un projectista més, Vicenç Artigas i Albertí, i en el decurs del 1903, Bonaventura Conill i Montobbio, alumne de Gaudí, s'afegeix al grup. Els dos últims continuaran treballant per al cementiri de forma regular i van fer una part important de les obres que configuren el conjunt. L'any 1905 un altre nom s'afegeix a la llista, Ramon Maria Ruidor, arquitecte, que participà de manera puntual a Lloret, deixant-hi l'empremta d'un projecte per a panteó. El cementiri de Lloret de Mar, es pot considerar un dels conjunts amb mostres més significatives del que va ser l'art funerari català del període modernista, alhora que apareix com un complex de dimensions reduïdes on es concentren un bon nombre d'obres capaces de recrear el debat entorn de l'art modernista i els modernistes.

### Edificis modernistes

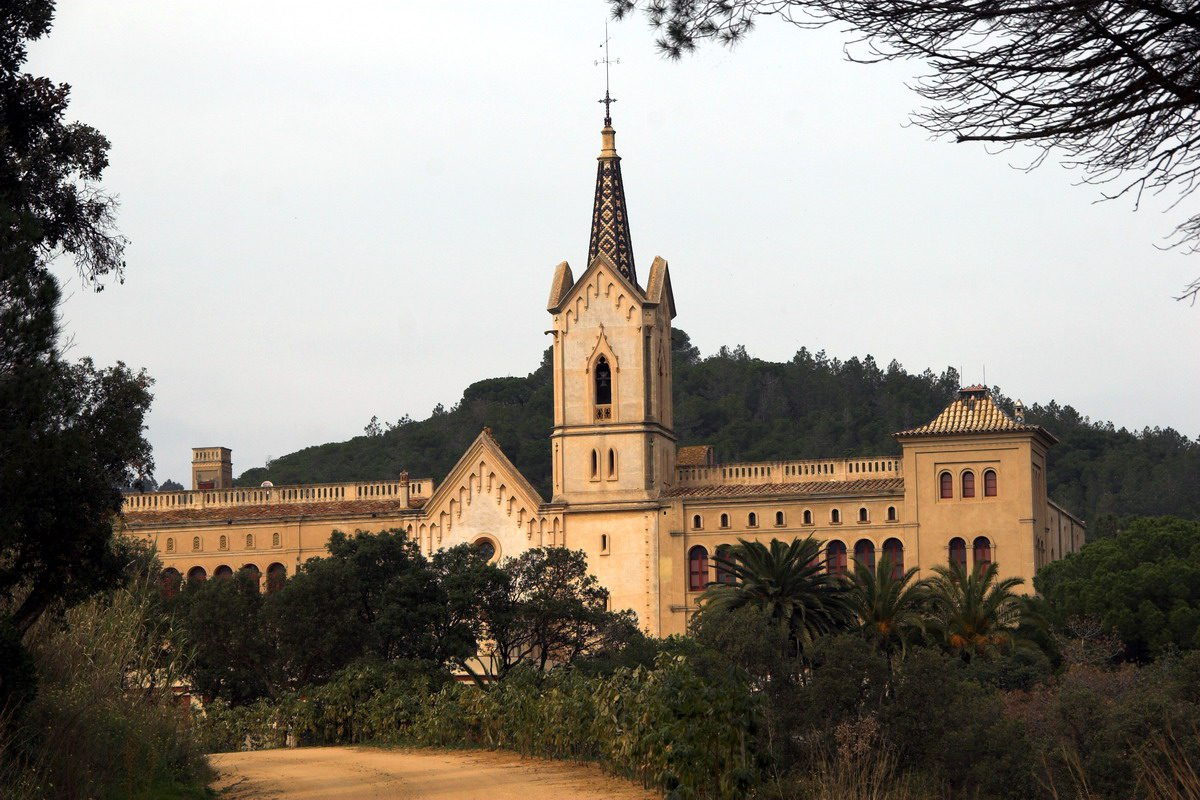
Santuari de Sant Pere del Bosc

Arquitectes com Enric Monserdà, Bonaventura Conill i Puig i Cadafalch van construir edificis modernistes com el Santuari de Sant Pere del Bosc amb la petita capella de la Mare de Déu de Gràcia, la capella del Baptisteri i la del Santíssim Sagrament ambdues de l'església de Sant Romà, i per acabar, el panteó de la família Costa Macià, un dels més complexos i rics del conjunt del modernista Cementiri de Lloret de Mar.

### Poblat iber de Puig de Castellet

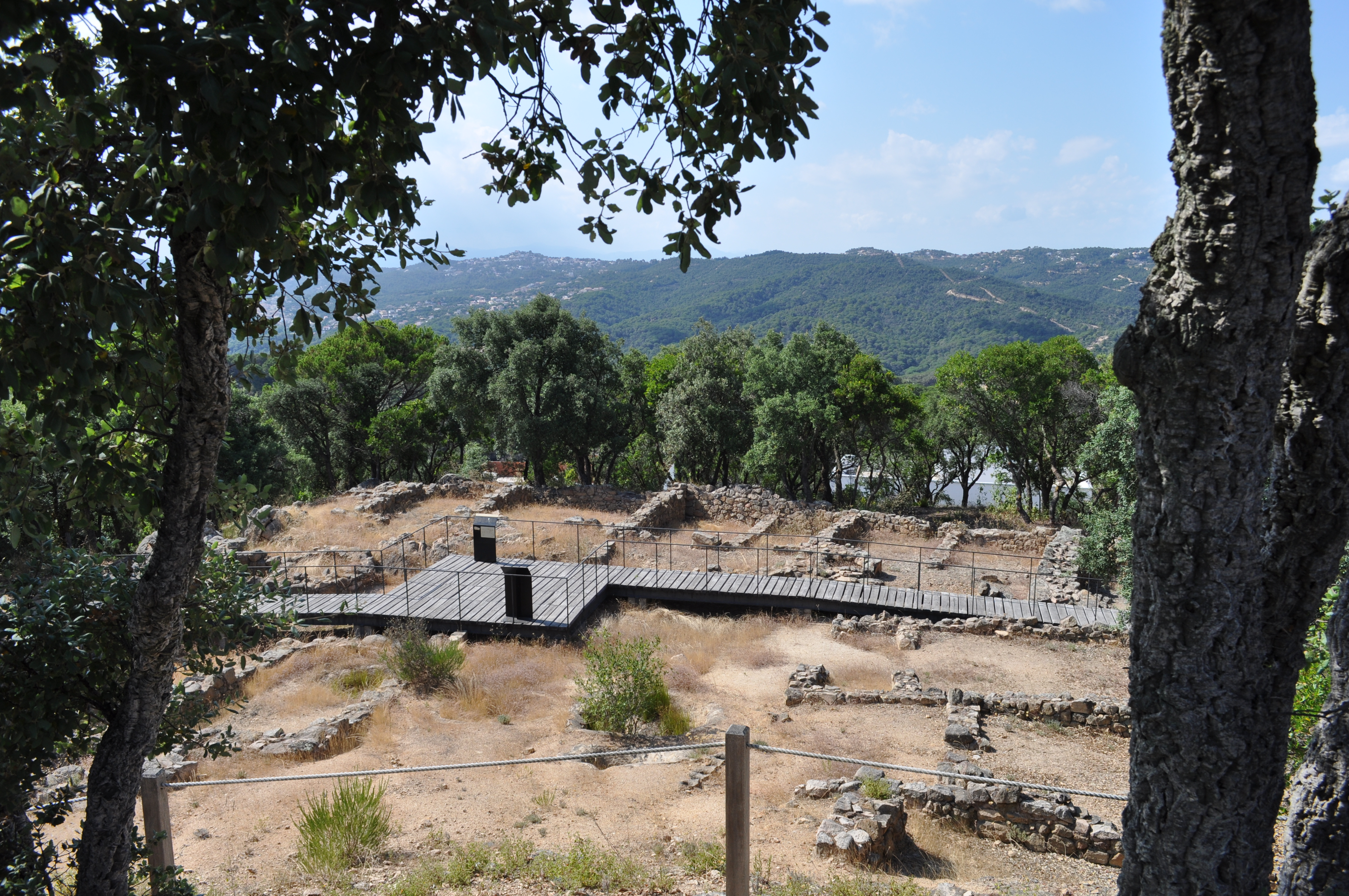
Poblat ibèric de Puig de Castellet

Els poblats ibèrics de Lloret són tres –Montbarbat, Puig de Castellet i Turó Rodó– i cobren el període des del segle iv aC fins al segle ii com a màxim, de quan es data el jaciment de Turó Rodó. A partir d'aquest moment, ja ben entrat el segle i aC, el món ibèric va desaparèixer l'expansió dels romans
Els ibers, habitants autòctons de la península Ibèrica, s'organitzaven de manera tribal en funció del territori: laietans, cessetans, ilercavons, ilergets, ausetans i indígets. D'aquest darrer grup formaven part els habitants del poblat de Puig de Castellet. El jaciment de Puig de Castellet, que data del segle iii aC, és a dos kilòmetres del nucli de Lloret de Mar en una zona estratègica de domini visual que va de la desembocadura del Tordera fins a la costa de Lloret. És un petit recinte de 650 m² compost per uns sis habitatges. L'assentament està fortificat amb una àmplia muralla i torres defensives, a causa de les dificultats bèl·liques que des del 264 a. de C. fins al 146 a. de C. van sacsejar tota la Mediterrània: les guerres púniques. Del segle iii aC, coincidint amb el domini cartaginès, data la construcció de reforç de la muralla del recinte. Per tant, aquest recinte va estar actiu durant uns 50 anys des del 250 a. de C. fins al 200 a. de C. En aquesta darrera data ja estava abandonat.
Les excavacions s'han realitzat durant diverses fases: la primera del 1968 al 1969, la segona del 1970 al 1972 i la tercera i darrera fase del 1975 al 1986. Durant les excavacions, van sortir a la llum gran quantitat de material arqueològic: bàsicament ceràmica de producció local però també ceràmica d'importació d'estil àtic de diferents procedències (itàlica, grega i occidental del taller de Roses). El jaciment de Puig de Castellet ha estat incorporat a la "Ruta dels Ibers", un itinerari creat pel Museu Arqueològic de Catalunya amb l'adequació portada a terme per l'Ajuntament de Lloret de Mar.

### Ruta de les cases indianes

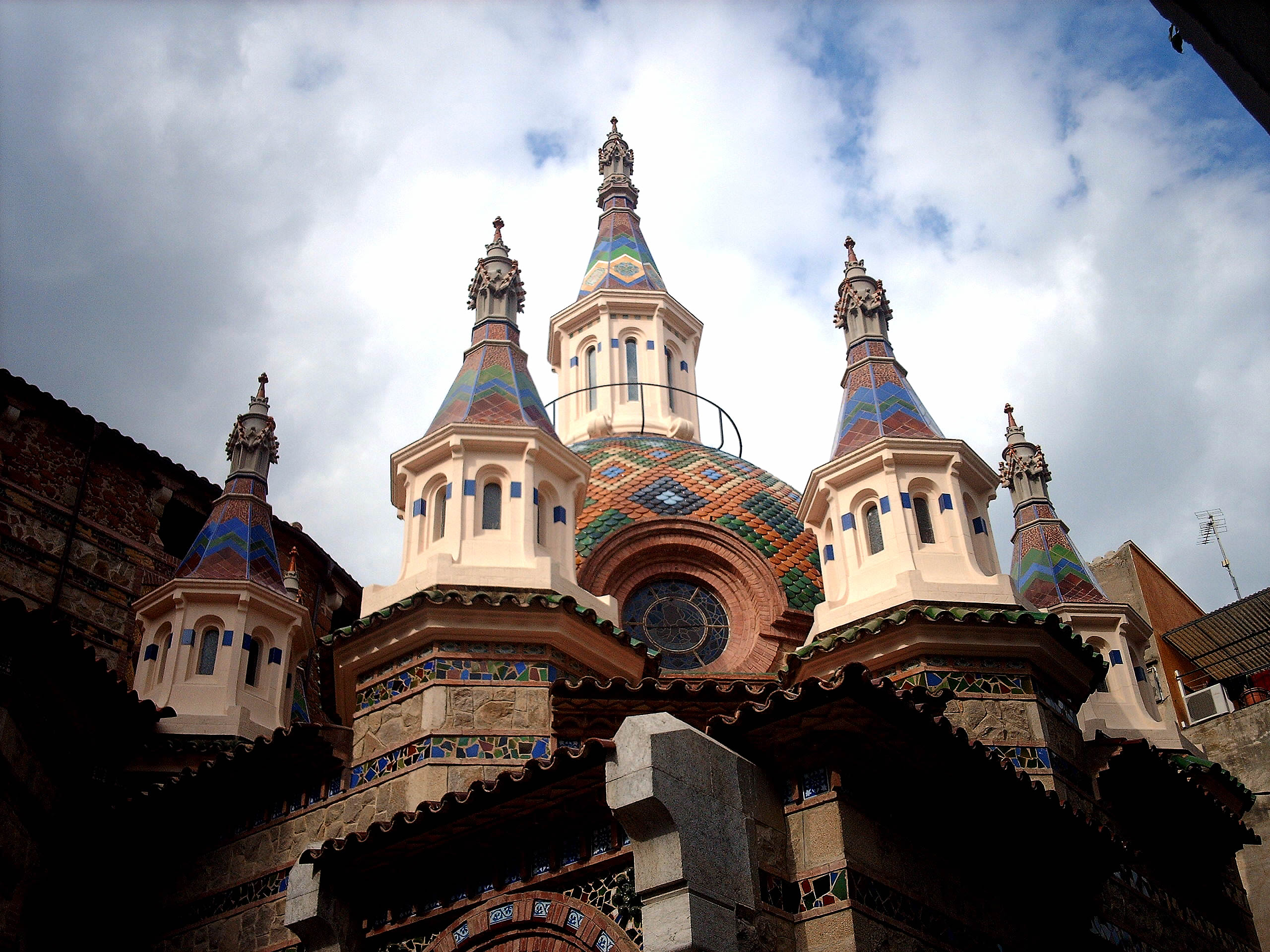
Església de Sant Romà

En el 2014 finalitza la recuperació de la casa de Can Font, un antic habitatge d'indians, nom amb el qual eren coneguts els catalans que van emigrar a principis del s. XX a Amèrica per fer fortuna.
Entre 1800 i 1840 molts lloretencs van embarcar-se rumb a Amèrica, la majoria fills de les famílies més pobres de la vila, amb desig de fer fortuna al nou món. L'Havana i Matanzas van ser els destins més escollits, ciutats cubanes on van desenvolupar les feines més diverses. Des d'aquelles terres, però, van mantenir sempre el contacte amb la seva vila natal, una de les localitats catalanes que més influència va rebre de la carrera de les Índies. Filantrops i benefactors, els indians van contribuir a la transformació urbanística de Lloret. Amb les seves grans mansions van bastir un passeig marítim de gran bellesa i qualitat arquitectònica, van finançar diverses obres de beneficència com l'hospital i les escoles, i van participar activament en la reconstrucció modernista de l'església parroquial.
- Casa Garriga (Museu del Mar): Aquesta casa la va fer edificar Enric Garriga i Mataró, emigrat a Cienfuegos (Cuba) i enriquit amb una empresa de materials de construcció. En morir aquest, la seva vídua va adquirir el solar contigu que va permetre l'ampliació a l'actual edifici de doble cos, amb planta baixa, dos pisos i jardí a la banda del passeig. La façana, de construcció totalment simètrica, presenta sis balconades a les dues plantes superiors, coronades per un frontó i balustrades. En l'actualitat la Casa Garriga acull el Museu del Mar, un espai tematitzat que recorda el temps de la fal·lera marinera dels vilatans.
- Passeig Verdaguer o de les Palmeres: Passeig d'aires colonials construït en una zona guanyada al mar per l'arquitecte gironí Martí Sureda. Flanquejat per la Casa Garriga a una banda i pel senyorial ajuntament a l'altra, el Passeig de les Palmeres, que després duria el nom de Jacint Verdaguer, va ser promogut pels indians que van edificar les seves cases en aquests terrenys reparcel·lats, la vena dels quals va permetre a l'ajuntament recaptar fons per finançar les obres de la nova Casa Consistorial, d'estil neoclàssic.
- Carrer de les Vídues i Donzelles: carreró de curiós nom que recorda el tòpic associat a la llegenda dels indians: les donzelles jovenetes que esdevenien acabalades vídues en morir els seus esposos indians, que les blindaven amb una clàusula al testament perquè no es poguessin tornar a casar. Si ho feien, perdien tota la fortuna, per tant es tancaven a casa i solien sortir poc.
- Església parroquial i església de Sant Romà: Els indians van finançar la reforma modernista del temple (1914), a càrrec de l'arquitecte Bonaventura Conill i Montobbio, amb escultures de Llimona i Clarasó. Dos anys més tard, Narcís Gelats costejava des de l'Havana la vistosíssima capella del Santíssim Sagrament (1916) en memòria de la seva esposa. D'altra banda, el segell ultramarí és present amb una Virgen del Cobre mural que fins fa poc es podia contemplar al pati de la casa parroquial i actualment en procés de restauració.
- Casa de Nicolau Font i Maig: Construïda l'any 1877 pel lloretenc Feliu Torras i Mataró, la residència de l'indià disposava de soterrani, baixos, primer i segon pis, golfes i pati. És destacable la porta modernista de fusta amb reixa de ferro treballat en coups de fouet i unes figures simbòliques d'indians amb plomall al cap incrustades.

### Es Tint
Es Tint és un petit immoble on, fins als anys 1960, els pescadors de Lloret hi anaven a tenyir les xarxes –amb un líquid que es feia bullint aigua i escorça de pi, quan aquestes estaven fetes de cànem, espart i més tard de cotó. Les xarxes es tenyien amb una tècnica mil·lenària al llarg de tota la Mediterrània que consistia a posar en remull del líquid que prèviament s'havia bullit a la perola, fins que estiguessin ben impregnades. Després les escorrien i les portaven a assecar a la platja. El tint, d'una banda, servia per allargar la durabilitat de les xarxes i, per altre, per camuflar-les al mar.
Amb l'aparició de les xarxes de niló, aquesta petita indústria –que depenia de la Confraria de Pescadors– va desaparèixer i el local va entrar en desús.
Abans cada poble costaner tenia un establiment –normalment de tipus gremial- que es destinava a tenyidor de xarxes. Actualment en queden molt pocs i a la Costa Brava, només s'ha recuperat l'edifici de Sa Perola a Calella de Palafrugell i Es Tint a Lloret de Mar.

## Educació
Lloret de Mar compta amb una xarxa educativa diversa, formada principalment per centres públics i un centre concertat. La població escolar és molt heterogènia, fet que condiciona l’organització i els recursos de diversos centres, alguns dels quals es consideren d’alta o màxima complexitat educativa.

### Escoles públiques

#### Educacióinfantiliprimària
- Escola Àngels Alemany i Boris
- Escola Esteve Carles
- Escola Pompeu Fabra
- Escola Pere Torrent
- Escola Lola Anglada
- Escola Els Pops
- Escola Joan Domènech i Moner
- Institut Escola Lloret de Mar

#### Educació secundària obligatòria (ESO)
- Institut Escola Lloret de Mar
- Institut Ramon Coll i Rodés
- Institut Rocagrossa
- Institut Sant Quirze

### Escolesconcertadesi privades
Lloret de Mar compta amb un únic centre educatiu concertat:
- Col·legi de la Immaculada Concepció: ofereix educació infantil, primària, secundària i batxillerat (modalitats de ciències, humanitats i arts). És un centre d’inspiració cristiana, amb projecte educatiu propi, serveis de menjador, activitats extraescolars i programa de competències digitals.

En el mateix municipi de Lloret de Mar no hi ha presència de centres escolars estrictament privats.

## Senderisme

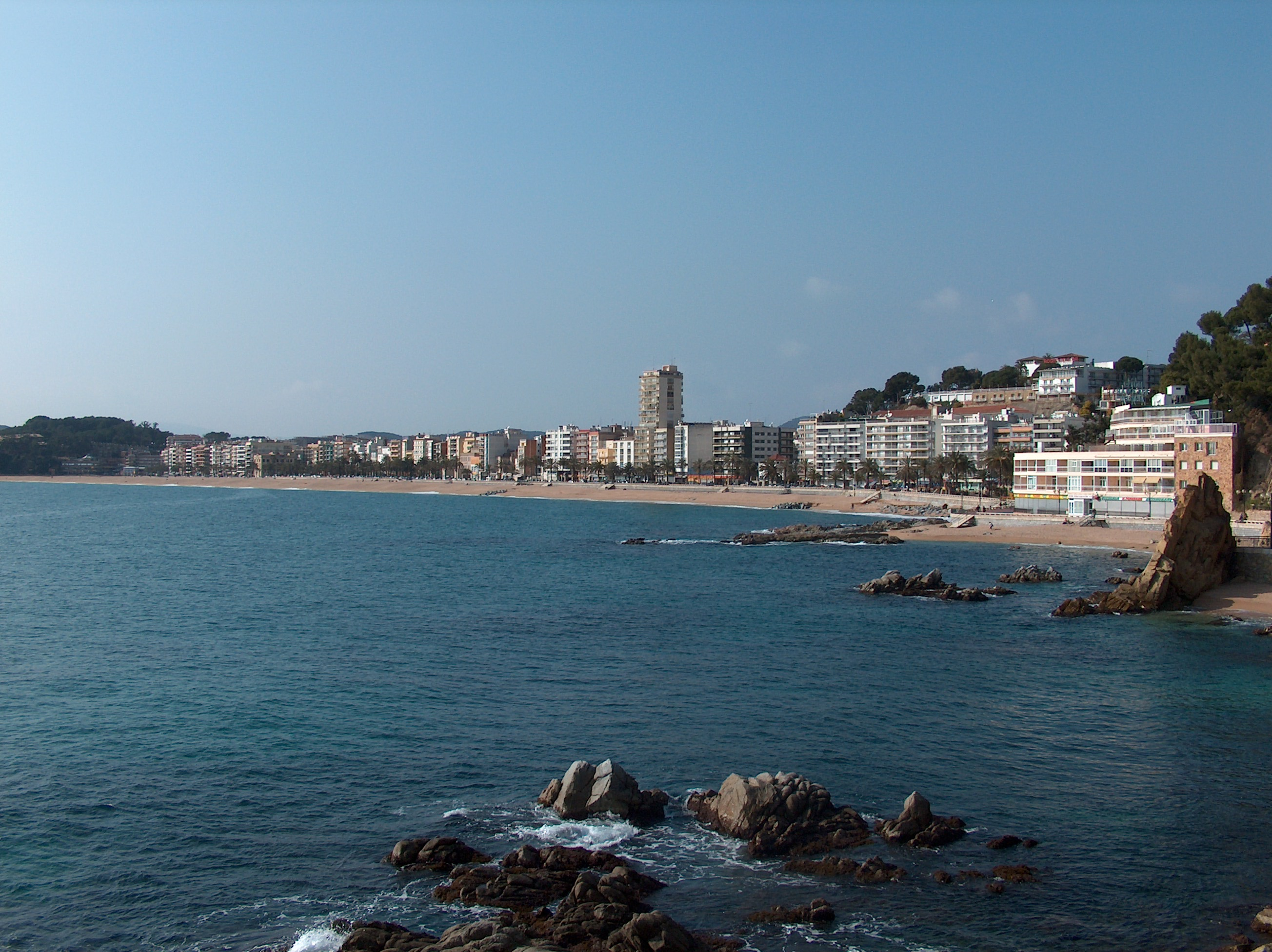
Fi del camí de ronda a la platja de Lloret

### Senders de Gran Recorregut o GR
El sender mediterrani GR92 de gran recorregut, té dos trams a Lloret de Mar:
- el GR92TR11 de recorregut Tossa de Mar, cala Canyelles i Lloret de Mar, de 13,200 qm i una durada aproximada de 3 hores 15 minuts,
- i el GR92TR12 de recorregut Lloret de Mar, castell de Sant Joan, Blanes i Tordera, de 14,475 qm i una durada de 3 hores i 40 minuts.

### Camins de ronda
El Camí de Ronda Lloret de Mar - Fenals constitueix una de les més belles passejades que es poden fer per la Costa Brava.
Aquest recorregut pels camins que voregen la costa lloretenca, va des de la platja de Lloret fins a la platja de Fenals. El recorregut comença al final del Passeig Marítim de Lloret pel racó de Garbí, a la caleta de Sa Caravera i es pugen unes escales que voregen un paisatge rocós. Es passa Es salt des Burros fins al monument de la Dona Marinera de l'escultor Ernest Maragall i Noble, i se segueix el camí per les escales que baixen fins a Cala Banys, una cala de roques on abunden els esculls. El camí de ronda segueix per un sender que travessa un bar passant per una pineda fins a la punta de Fenals, on es troba el castell medieval de Sant Joan. I es deixa la torre de guaita per un sender en direcció unes escales que baixen fins a la Plaça Sisquella, situada al principi del passeig marítim de Fenals.

## Tradició esportiva

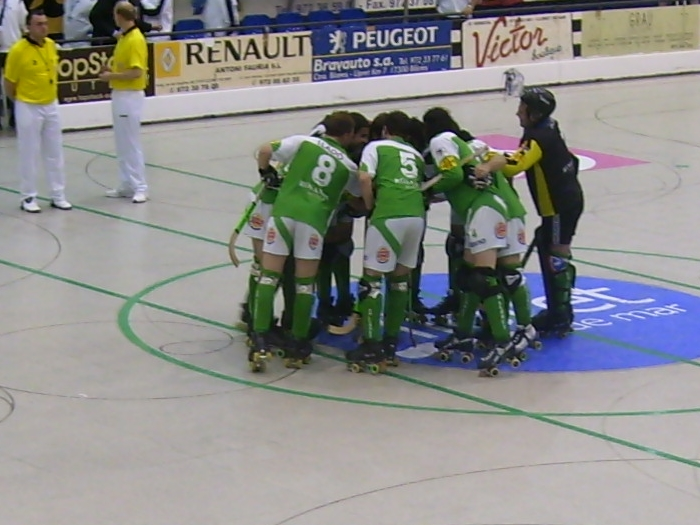
Club Hoquei Lloret

Lloret de Mar ha estat una localitat amb un passat històric esportiu rellevant: 
- El Club de Futbol Lloret és un dels clubs amb més antiguitat de la comarca de la Selva. Fundat el 1921, actualment disposa de 20 equips de diferentes categories amb més de 350 jugadors federats en les diferents estructures de competició i formació.

- El Club Hoquei Lloret es va fundar l'any 1969, arribant a Primera Divisió Nacional la temporada 1981/82, i aconseguint quatre anys més tard l'ascens a la Divisió d'Honor. Actualment milita a Ok Lliga,màxima categoría de l'hoquei espanyol.

- La vila també va tenir un club de beisbol, el Pops de Lloret, en els anys cinquanta i seixanta. El Pops va ser fundat per Alex Colomer, Nasi Brugueras i Roque Romero, estiuejants que freqüentaven els ja desapareguts Banys Ventura. Roc Romero, nascut a Mendavia (Navarra), va ser també el fundador del Club Nàutic de Lloret de Mar.

### Equipaments
Lloret de Mar disposa d'una moderna oferta d'instal·lacions i equipaments esportius. La tradició esportiva en el futbol i l'hoquei, més la turística, fa que 100.000 esportistes participin cada any en competicions, estades i torneigs des dels anys 90.
La vila disposa també de piscina municipal coberta de mides olímpiques (50 metres), amb una zona amb fons mòbil que permet ajustar la profunditat per a diferents activitats. Des de 2015, la piscina olímpica de Lloret de Mar és la seu de la BWMF Cup, un torneig de waterpolo per a categories d'edat que reuneix una cinquantena d'equips d'arreu d'Europa.

## Esdeveniments principals

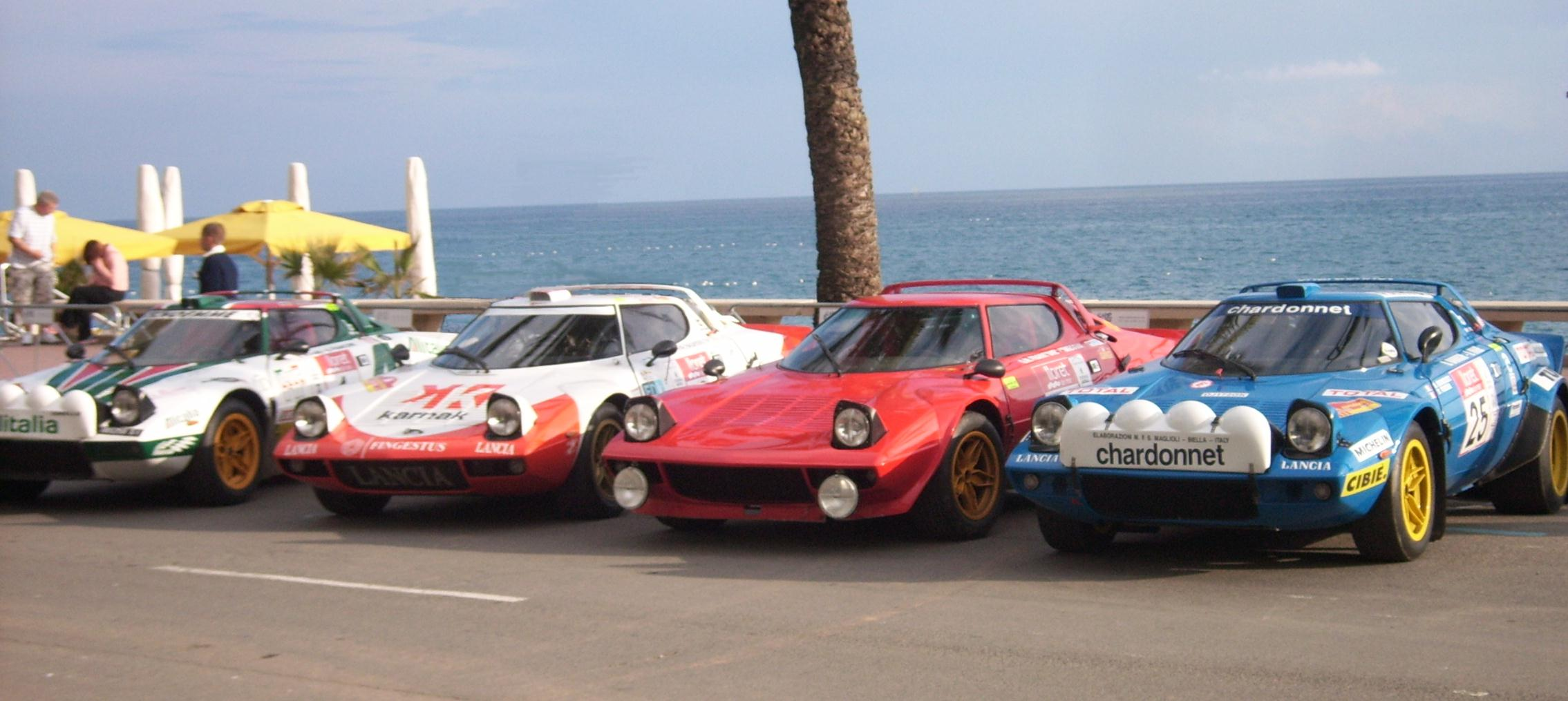
4x Lancia Stratos en el Rally Costa Brava de Lloret de Mar, novembre del 2008 (Rally Catalunya WRC)

### Carnestoltes
Al febrer des de l'any 2012, Lloret de Mar promociona el Carnaval conjuntament amb Blanes i Tossa de Mar sota la marca Carnaval de la Costa Brava Sud; una iniciativa que ofereix la possibilitat de poder gaudir i participar en les rues dels diferents municipis. A Lloret, l'acte més destacat és la gran Rua de Carnestoltes.

### Rally Costa Brava
El Rally Costa Brava és la prova de ral·li més antiga de l'Estat espanyol i, des dels seus inicis, l'any 1953, Lloret de Mar n'ha estat l'epicentre. El 1998 els dos ral·lis llavors més importants del país que puntuaven amb màxim coeficient per al Campionat d'Europa, el Rally Catalunya i el Rally Costa Brava, es van unir amb la intenció de convertir-se en un rally puntuable pel Campionat del Món, passant a anomenar-se Rally Catalunya – Costa Brava i tenint com a referència les XXIV edicions disputades pel Rally Catalunya en lloc de les XXXV edicions que li correspondrien al Rally Costa Brava. Paral·lelament, la penya motorista 10 per hora continuarà organitzant el ral·li, primer Costa Brava - Lloret (1988), i després Rally Lloret - Costa Brava (1989 – 1994). L'any 1991 el Rally Catalunya – Costa Brava passa a ser prova puntuable del campionat del món fins a l'any 2004.
Però el 2005 el Rally Catalunya-Costa Brava es trasllada a la Costa Daurada. Immediatament l'Ajuntament de Lloret de Mar es posa a treballar per no perdre aquesta important vinculació amb el motor i des d'aleshores acull cada any el Rally Costa Brava, i el Rally Costa Brava Històric. Ambdós ral·lis, de gran èxit de participació i públic, recuperen l'essència dels ral·lis amb vehicles, pilots i trams dels primers Rally Costa Brava, donant la possibilitat als espectadors de gaudir en directe de pilots i copilots que s'han convertit en autèntiques llegendes. L'any 2013 va arribar a la X edició. Se celebra al mes de març.

### Mediterranean International Cup
El Mediterranean International Cup en el mes d'abril, és un torneig de futbol base de prestigi internacional, per a joves promeses del futbol celebrat en diferents localitzacions de la província de Girona, però on Lloret de Mar n'és l'epicentre i és on s'allotgen tots els participants. Aquest torneig de prestigi internacional compta amb la participació d'equips de renom, com són el Fútbol Club Barcelona, el Reial Madrid o el València, entre d'altres. Leo Messi, Neymar Jr, Cesc Fàbregas, Jordi Alba i Gerard Piqué (FC Barcelona), Juan Mata (Chelsea FC), Lucas Leiva (Liverpool FC) o Marcelo Vieira (Reial Madrid CF) són alguns dels participants que han passat pel MIC i que ara competeixen amb els principals clubs del món. És, per tant, una cita obligada per als cercapromeses.

### Lloret Formula Weekend
Lloret de Mar, havia estat des de sempre una important seu d'allotjament dels seguidors que es desplacen fins a Catalunya per assistir al Gran Premi de Fórmula 1. En el 2012, la destinació va crear un esdeveniment tematitzat al voltant d'aquesta competició de Fórmula 1: el Lloret Formula Weekend; un cap de setmana del maig d'activitats en què els visitants viuen l'experiència de pilotar un Ferrari, participar en una competició de simuladors de F1, exhibició d'autèntics monoplaces rodant pels carrers de Lloret i un munt d'altres propostes com la fira de mostres de motor amb productes oficials de les primeres marques, música en viu al carrer i una proposta d'oci nocturn especial a les millors discoteques i al Gran Casino Costa Brava.

### Lloret Shopping Night
La Lloret Night Shopping és una gran festa del comerç i la moda que té lloc als mesos de maig i setembre, en la qual les botigues poden romandre obertes fins a la matinada per oferir als clients grans promocions i descomptes. També compta amb actuacions musicals en viu, desfilades de moda, performances i diferents propostes de restauració. La Lloret Night Shopping del mes de maig coincideix amb el cap de setmana del Lloret Formula Weekend.

### Jornades gastronòmiques de l'Arròs
Tenen lloc al mes de maig i en el seu ingredient principal és l'arròs, que es combina amb productes del territori, ja siguin de mar o de muntanya. en diferents propostes culinàries que van des de la cuina més tradicional a la més innovadora.

### Fira delsAmericanos
Lloret de Mar té un important passat vinculat als viatges d'ultramar, especialment a principis del segle xx. Els lloretencs que varen emigrar a Amèrica per fer fortuna eren coneguts com a americanos a la vila i com a indianos a la resta de Catalunya. Durant aquest cap de setmana del mes de juny, la vila fa un viatge al passat per tal de recordar aquesta època indiana i s'omple de nombroses activitats, com animacions teatrals, demostracions d'oficis, mercats d'artesania i visites guiades, entre d'altres.

### Marxa Popular de les Platges
L'últim diumenge de setembre se celebra la ja tradicional Marxa de les Platges, organitzada per l'entitat cultural Xino-Xano. Aquesta cursa popular d'11 quilòmetres és una oportunitat per gaudir de la natura alhora que permet conèixer indrets de la vila sovint desconeguts. L'activitat s'inicia a la plaça de la Vila de bon matí, per desplaçar-se en creuer o autocar cap a cala Canyelles, d'on surt la marxa. És un camí gairebé sempre arran de mar, recorrent el camí de ronda que permet descobrir unes vistes des dels penya-segats del recorregut tot passant per cala Trons, sa Caleta, la Platja Gran de Lloret, Fenals i sa Boadella, per arribar finalment a Santa Cristina.

### Jornades Gastronòmiques de la Cuina del Peix de l'Art
Jornades gastronòmiques del peix i marisc que recorden el passat mariner de Lloret de Mar i la seva vinculació amb el mar. El nom prové d'una antiga art de pescar coneguda com a “tirada a l'art” que es practicava a la platja de cala Canyelles de Lloret. Hi participen uns 25 restaurants i hotels de la vila i se celebra al mes d'octubre.

### Rally Costa Brava Històric
A més de gaudir del Rally Costa Brava, des del 2003 es va apostar per convertir-se en una de les referències de les proves de clàssics de motor més importants del món amb el Rally Costa Brava Històric. Aquesta competició recupera l'essència de les grans competicions, donant la possibilitat als espectadors de gaudir en directe de pilots i copilots que s'han convertit en autèntiques llegendes.
Paral·lelament, i amb la idea de tenir també un ral·li de velocitat però de vehicles històrics, el 2005 es recupera el Rally Costa Brava que ve a ser una continuació d'aquest ral·li més antic de l'Estat espanyol. Aquest ral·li no és puntuable pel món, però sí que ho és per diferents categories nacionals i internacionals com el Campionat d'Espanya de Rally, el d'Europa FIA Històric i el de Catalunya en la categoria de vehicles històrics, tant en la modalitat de velocitat com de regularitat. Té lloc al mes d'octubre.

### Fira Medieval
En el marc de la programació de les Festes de Sant Romà, patró de Lloret de Mar, se celebra aquesta fira que retorna la vila a l'època medieval amb parades temàtiques i moltes activitats com sorpreses, trobadors, música, espectacles de màgia, la caravana de burrets, les cabanes medievals, tallers, una exposició d'elements de tortura medievals, cal·lígrafs, demostracions d'oficis artesans, jocs, el misteriós home orquestra i una ludoteca per als més menuts. Al mes de novembre.

### Tirada a l'Art
La tirada a l'art és potser una de les tradicions més arrelades al poble de Lloret de Mar. Aquesta activitat, que se celebra a la Platja Gran als mesos de febrer i desembre, és una forma d'homenatjar i recordar la forma de guanyar-se la vida que tenien els habitants de la població anys enrere, la pesca. Consisteix a tirar l'art a l'aigua a primera hora del matí, i seguidament començar a estirar per aconseguir que la xarxa arribi fins a la sorra i poder recollir tot el peix que l'art ha arrossegat.

## Turisme
En el 1987, l'oferta d'establiments turístics de Lloret representen el 27% de la Costa Brava, però l'oferta de places hoteleres és del 49% del conjunt de la Costa Brava:
| Lloret de Mar                                | 1956   | 1960   | 1968   | 1972   | 1976   | 1979   | 1983   | 1986   | 2013   |
| -------------------------------------------- | ------ | ------ | ------ | ------ | ------ | ------ | ------ | ------ | ------ |
| Establiments Lloret de Mar                   | 34     | 73     | 191    | 210    | 198    | 174    | 171    | 171    | 117    |
| Establiments Costa Brava                     | 181    | 332    | 721    | 756    | 717    | 680    | 610    | 624    | 464    |
| Places hoteleres                             | 1956   | 1960   | 1968   | 1972   | 1976   | 1979   | 1983   | 1986   | 2013   |
| Places Hoteleres Lloret de Mar               | 1.336  | 3.532  | 12.331 | 25.099 | 29.331 | 28.299 | 25.690 | 30.926 | 30.000 |
| Places Hoteleres Costa Brava                 | 6.543  | 14.407 | 42.007 | 59.868 | 64.105 | 61.701 | 60.251 | 62.979 | 64.767 |
| Lloret de Mar / Costa Brava                  | 1956   | 1960   | 1968   | 1972   | 1976   | 1979   | 1983   | 1986   | 2013   |
| % establiments respecte a la Costa Brava     | 18,78% | 21,99% | 26,49% | 27,78% | 27,62% | 25,59% | 28,03% | 27,40% | 25,21% |
| % places hoteleres respecte a la Costa Brava | 20,42% | 24,52% | 29,35% | 41,92% | 45,75% | 45,86% | 42,64% | 49,11% | 46,31% |

Anualment Lloret de Mar acull el 12 % dels turistes que visiten Catalunya i més del 40 % del conjunt de turistes que visiten la Costa Brava. Lloret de Mar és la cinquena destinació de sol i platja dins del volum de places hoteleres de tot Espanya i la primera de Catalunya. El 50% de l'oferta hotelera és de tres o més estrelles, i, a més a més, el 64 % de les places de cinc estrelles i de luxe de la Costa Brava es troben a la localitat. L'oferta hotelera de Lloret de Mar, és el 2013 de 30.000 places hoteleres i més de 120 establiments, on més de 13.000 places corresponen a hotels de tres estrelles i 11.000 s'agrupen en hotels de quatre i cinc estrelles.

### Dades turístiques generals
Lloret de Mar compta amb més de 120 establiments hotelers, el que significa unes 30.000 places hoteleres. L'estada mitjana és de 5 dies i l'ocupació del 60 % (dades del 2013).
| Viatgers 2013       | Gen | Feb    | Març    | Abr     | Maig    | Juny    | Jul     | Ago       | Set     | Oct     | Nov     | Des | TOTAL     |
| ------------------- | --- | ------ | ------- | ------- | ------- | ------- | ------- | --------- | ------- | ------- | ------- | --- | --------- |
| Nacional            | -   | 14.662 | 30.033  | 16.410  | 26.853  | 25.893  | 15.800  | 27.470    | 22.799  | 18.090  | 17.410  | -   | 215.440   |
| Internacional       | -   | 8.018  | 33.550  | 69.916  | 87.923  | 114.915 | 141.960 | 151.959   | 110.755 | 64.673  | 18.097  | -   | 801.766   |
|                     | -   | 22.700 | 63.583  | 86.326  | 114.776 | 140.808 | 157.760 | 179.429   | 133.554 | 82.763  | 35.507  | -   | 1.017.206 |
| Pernoctacions 2013  | Gen | Feb    | Març    | Abr     | Maig    | Juny    | Jul     | Ago       | Set     | Oct     | Nov     | Des | TOTAL     |
| Nacional            | -   | 39.868 | 119.652 | 89.287  | 97.775  | 47.310  | 43.649  | 90.885    | 55.626  | 51.218  | 44.029  | -   | 679.299   |
| Internacional       | -   | 31.207 | 121.651 | 275.090 | 409.867 | 600.258 | 900.216 | 925.347   | 637.140 | 341.394 | 68.367  | -   | 4.310.537 |
|                     | -   | 71.075 | 241.303 | 364.377 | 507.642 | 647.568 | 943.865 | 1.016.232 | 692.766 | 392.612 | 112.396 | -   | 4.989.836 |
| Estada mitjana 2013 | Gen | Feb    | Març    | Abr     | Maig    | Juny    | Jul     | Ago       | Set     | Oct     | Nov     | Des | TOTAL     |
| Dies                | -   | 3,13   | 3,8     | 4,22    | 4,42    | 4,6     | 5,98    | 5,66      | 5,19    | 4,74    | 3,17    | -   |           |

| Lloret de Mar | Gen | Feb    | Març   | Abr    | Maig    | Juny    | Jul     | Ago     | Set     | Oct    | Nov    | Des    | TOTAL     |
| ------------- | --- | ------ | ------ | ------ | ------- | ------- | ------- | ------- | ------- | ------ | ------ | ------ | --------- |
| 2012          | -   | 27.862 | 51.194 | 99.872 | 99.600  | 123.004 | 150.330 | 158.863 | 135.200 | 73.778 | 37.698 | 17.844 | 975.245   |
| 2013          | -   | 22.700 | 63.583 | 86.326 | 114.776 | 140.808 | 157.760 | 179.429 | 133.554 | 82.762 | 35.507 | 0      | 1.017.206 |

### Distincions turístiques
La certificació de Destinació de Turisme Esportiu (DTE) és un segell d'especialització que atorga l'Agència Catalana de Turisme (ACT) per promocionar les destinacions turístiques adequades per a la pràctica de diferents modalitats esportives que es distingeixen per oferir recursos i serveis d'alta qualitat adreçats a esportistes d'elit, professionals, amateurs i turistes que vulguin practicar activitats esportives. Lloret de Mar està certificat com a Destinació Esportiva des del 2006 disposa d'una oferta esportiva de qualitat i multidisciplinària concentrada en una única zona esportiva i enmig del centre de la població, envoltada per la zona hotelera i comercial i a 800 metres de la platja.
El 2010 rep la distinció de Destinació Turística Familiar per la Generalitat de Catalunya.

### Model de turisme delseglexxi
En els últims anys Lloret de Mar s'ha redefinit com una destinació turística de platja urbana, concepte de destinacions de costa en les quals els atractius naturals de sol i platja es veuen complementats amb un conjunt de valors afegits del territori com són la història, els seus ciutadans, tradicions i costums, patrimoni cultural i una oferta comercial d'oci, turisme i serveis. Configura en el 2010 el seu Pla Estratègic de Turisme que aglutinava una dècada de treball conjunt entre Administració i sector privat, i que es va iniciar el 2003 amb la creació de l'entitat Lloret Turisme.
Lloret de Mar va definir el seu primer Pla Estratègic de Turisme l'any 2010, un pla que aglutinava una dècada orientada al treball conjunt entre Administració i sector privat, i que es va iniciar el 2003 amb la creació de Lloret Turisme. El Pla es troba en ple desenvolupament amb dos objectius bàsics. D'una banda, accedir a un dels Plans de Reconversió de Destinacions Turístiques, projectes de re-qualificació de destinacions per la reconversió i modernització integral de destinacions madures amb projecció internacional i potencial, liderats pel Govern Estatal amb la col·laboració de la Generalitat de Catalunya. I d'altra banda, consolidar els seus productes estratègics (platja urbana, turisme esportiu i turisme de negocis) com una estratègia per fomentar la desestacionalització de la temporada. El març del 2014 aconsegueix el primer objectiu amb la signatura del Conveni del Pla Pilot per Lloret amb la Generalitat de Catalunya.

## Comerç
La forta estacionalitat és una característica pròpia del comerç de la vila. L'any 1983 hi havia 306 establiments fixos i 272 de temporada. Lloret era la segona població de la Costa Brava pel que fa al nombre de comerços, després d'una població no costanera, Figueres.
Lloret de Mar disposa en el 2014 d'una oferta comercial d'un miler d'establiments amb més de 500 establiments concentrats a la zona del nucli antic. A aquesta àmplia oferta cal afegir-hi que, des del 2010, els comerços de Lloret de Mar poden obrir tot l'any, festius inclosos. Al llarg de l'any se celebren activitats i fires comercials com el Lloret Night Shopping, la Botiga al carrer o la Fira Medieval, entre d'altres. Es recomana també, la visita al Mercat setmanal dels dimarts, i al Mercat Municipal.

## Política
| Període     | Alcalde o alcaldessa                          | Partit polític | Data de possessió | Observacions |
| ----------- | --------------------------------------------- | -------------- | ----------------- | ------------ |
| 1979–1983   | Joan Domènech Moner                           | CiU            | 19/04/1979        | --           |
| 1983–1987   | Josep Sala Montero                            | PSC            | 28/05/1983        | --           |
| 1987–1991   | Jordi Martínez Planas                         | CiU            | 30/06/1987        | --           |
| 1991–1995   | Josep Sala Montero                            | PSC            | 15/06/1991        | --           |
| 1995–1999   | Josep Sala Montero                            | PSC            | 17/06/1995        | --           |
| 1999–2003   | Josep Sala Montero / M. Lucía Echegoyen Lerga | PSC            | 03/07/1999        | --           |
| 2003–2007   | Xavier Crespo Llobet                          | CiU            | 14/06/2003        | --           |
| 2007–2011   | Xavier Crespo Llobet                          | CiU            | 16/06/2007        | --           |
| 2011–2015   | Romà Codina Maseras                           | CiU            | 11/06/2011        | --           |
| 2015–2019   | Jaume Dulsat i Rodríguez                      | CiU            | 13/06/2015        | --           |
| 2019-2023   | Jaume Dulsat i Rodríguez                      | Junts          | 15/06/2019        | --           |
| Des de 2023 | Adrià Lamelas Martínez                        | PSC            | 17/06/2023        | --           |

Les dependències principals de la Casa de la Vila de Lloret de Mar i el seu edifici més emblemàtic es troben a la Plaça de la Vila.

### Eleccions municipals
| Eleccions municipals de 28 de maig de 2023 - Lloret de Mar                                                                      |                                                             |                                     |                                     |         |          |          |
| Candidatura | Candidatura                                                 | Candidatura                         | Cap de llista                       | Vots    | Vots     | Regidors |
| | Partit dels Socialistes de Catalunya-Candidatura de Progrés |                                     | Adrià Lamelas Martínez              | 2.860   | 27,40%   | 8 (+3)   |
| | Junts Lloret-Compromís Municipal                            |                                     | Jordi Martínez Puig                 | 1.688   | 16,17%   | 4 (-3)   |
| | Tots per Lloret - Ara Pacte Local                           |                                     | Albert Robert Ribot                 | 1.261   | 12,08%   | 3 (+3)   |
| | Esquerra Republicana de Catalunya-Acord Municipal           |                                     | Albert Ferràndez Manchado           | 1.057   | 15,61%   | 2 (-1)   |
| | Independents de la Selva (Sumem Lloret)                     |                                     | Lara Torres Lledó                   | 870     | 8,33%    | 2 (+2)   |
| | Vox                                                         |                                     | M. José Hernando Maldonado          | 700     | 6,70%    | 1 (+1)   |
| | Lloret En Comú Podem-Confluència                            |                                     | Frederic Guich Valls                | 653     | 6,25%    | 1 (-1)   |
| | Altres candidatures                                         |                                     |                                     | 1.173   | 11,22%   | 0 ( -4)  |
| | Vots en blanc                                               |                                     |                                     | 173     | 1,65%    |          |
| Total vots vàlids i regidors | Total vots vàlids i regidors                                | Total vots vàlids i regidors        | Total vots vàlids i regidors        | 10.435  | 100 %    | 21       |
| | Vots nuls                                                   | Vots nuls                           | Vots nuls                           | 107     | 1,01%    |          |
| Participació (vots vàlids més nuls)                                                                                             | Participació (vots vàlids més nuls)                         | Participació (vots vàlids més nuls) | Participació (vots vàlids més nuls) | 10.542  | 47,19%** |          |
| Abstenció | Abstenció                                                   | Abstenció                           | Abstenció                           | 11.797* | 52,80%** |          |
| Total cens electoral | Total cens electoral                                        | Total cens electoral                | Total cens electoral                | 22.339* | 100 %**  |          |
| Alcalde: Adrià Lamelas Martínez Per majoria absoluta dels vots dels regidors (13 vots: 8 de PSC, 4 de Junts Lloret i 1 de LeCP) |                                                             |                                     |                                     |         |          |          |
| Fonts: (* No són vots sinó electors. ** Percentatge respecte del cens electoral.)                                               |                                                             |                                     |                                     |         |          |          |

### Eleccions al Parlament de Catalunya
| Candidatura | Candidatura   | Cap de llista          | Vots  | Regidors | % vots |
| ----------- | ------------- | ---------------------- | ----- | -------- | ------ |
|             | CiU           | Artur Mas              | 3.276 |          | 28,04  |
|             | PPC           | Alicia Sánchez-Camacho | 2.128 |          | 18,21  |
|             | PSC           | Pere Navarro           | 2.061 |          | 17,64  |
|             | ERC           | Oriol Junqueras        | 1.426 |          | 12,20  |
|             | ICV-EUiA      | Joan Herrera           | 990   |          | 8,47   |
|             | C's           | Albert Rivera          | 874   |          | 7,48   |
|             | Altres        |                        | 609   |          | 3,33   |
|             | CUP           | David Fernàndez        | 160   |          | 1,36   |
|             | Vots en blanc |                        | 156   |          | 1,32   |
| Total       | Total         | 11786                  | 11786 |          |        |

## Transports i comunicacions

### Carreteres
A Lloret de Mar arriben tres carreteres que comuniquen la vila amb la part nord de la costa, la part sud i l'interior, passant per Tossa de Mar, Blanes i Vidreres, respectivament. Totes aquestes vies presenten una densitat de trànsit molt elevada, sobretot a l'estiu. La carretera que va cap a l'interior és la principal via de comunicació amb l'exterior. És el conducte per comunicar amb la Nacional II, amb l'autopista AP-7 i amb l'aeroport Girona-Costa Brava. Les dues primeres són els eixos de comunicació amb Barcelona, que està a 80 km, i amb la frontera amb França, a uns 100.
Pel sud, l'autopista de la costa C-32 connecta Barcelona amb Lloret (sortida 134) fins a Blanes, els últims 12 kilòmetres s'han de fer per les carreteres GI-600 en direcció a Blanes i la GI-682 en direcció a Lloret de Mar.
Pel nord, des de França s'ha de seguir per l'autopista AP-7 fins a la sortida 9 (Lloret de Mar). Els últims 14 km. s'han de fer per la carretera C-63.
Pel nord-est, 12 km per la carretera GI-682 separen Lloret, de Tossa.

### Xarxa d'autocars de línia
Lloret de Mar està connectat amb Barcelona, Girona i les principals ciutats europees a través de línies regulars i serveis discrecionals amb vehicles que es troben adaptats per a persones amb deficiències de mobilitat. Lloret disposa d'una terminal d'autobusos internacional i de terminals privades que donen servei als autocaristes estrangers.
| Recorregut                            | Companyia        |
| Lloret de Mar - Barcelona             | Sarfa            |
| Lloret de Mar - Barcelona Aeroport    | Sarfa            |
| Lloret de Mar – Girona Centre         | BarcelonaBus     |
| Lloret de Mar – Girona Aeroport       | BarcelonaBus     |
| Lloret de Mar – Blanes centre         | Transports Pujol |
| Lloret de Mar – Blanes estació        | Transports Pujol |
| Lloret de Mar – Tossa                 | Transports Pujol |
| Lloret de Mar – Olot                  | Teisa Bus        |
| Lloret de Mar – Cadaqués              | Sarfa            |
| Lloret de Mar – Palafrugell           | Sarfa            |
| Servei de Transfer Aeroport de Girona | Viatges Anubis   |

### Xarxa urbana
La xarxa de bus urbà connecta els diferents barris i zones turístiques de la població
| Línia | Nom     | Recorregut                                      |
| ----- | ------- | ----------------------------------------------- |
| L1    | Línia 1 | Lloret centre – Urbanització Lloret Residencial |
| L2    | Línia 2 | Lloret urbà – Fenals                            |
| L3    | Línia 3 | Lloret centre – Platja Cala Canyelles           |
| L4    | Línia 4 | Lloret centre – Els Llorers/Can Ballell         |
| L5    | Línia 5 | Lloret centre – Urbanització Puigventós         |

### Taxis
Lloret disposa de quatre parades de taxi i una flota de més de 40 taxis que dona servei les 24 h del dia, durant tot l'any. N'hi ha de 4 a 7 places i per a persones amb mobilitat reduïda. Es reconeixen per ser blancs i amb el senyal identificatiu.

### Tren
Lloret de Mar no té cap connexió directa amb tren sinó que cal arribar fins a l'estació de Blanes, que des del març del 2014, connecta amb la línia de rodalia tant pel sud amb Barcelona, com pel nord fins a Portbou. Per anar a l'estació de Blanes surten de l'estació de Lloret, autobusos de la companyia Pujol cada mitja hora. Els trens en direcció a Barcelona surten cada mitja hora i el trajecte dura 1 hora i 20 minuts.

### Port de Canyelles
El port nàutic Canyelles és l'únic port esportiu de Lloret de Mar, situat a la platja de Canyelles, i on poden arribar embarcacions de mida mitjana.

### Creuers marítims
Lloret de Mar disposa d'un servei de creuers turístics que connecten amb les poblacions veïnes de Blanes, Tossa i Sant Feliu de Guíxols durant la temporada d'estiu.

### Aeroport
Els aeroports més propers són el de Barcelona a 75 km, i el de Girona a 30 km. L'aeroport de Barcelona està connectat amb vols regulars amb les principals ciutats del món. L'aeroport de Girona, gràcies als seus vols de baix cost, comunica Lloret de Mar amb un important nombre de ciutats europees i també té un important tràfic de vols xàrter. I, per acabar, a 90 minuts en cotxe, es troba l'aeroport de Perpinyà.

## Llegendes
Tot i que n'hi ha moltes, les llegendes i tradicions més representatives serien les que assenyalen cap a les arrels més populars com són el nom de la vila, el tradicional ball de les almorratxes, l'ermita de Santa Cristina i la de les Alegries.

### L'origen del nom de Lloret i el seu senyal

Dafne va acabar convertida en llorer i Apol·lo es va fer una corona amb les fulles i el convertí en el seu símbol

Segons la mitologia grega, Apol·lo, déu de la llum, va alliberar les terres properes al Parnàs de l'amenaça de la serp Pitó. Molt orgullós pel seu triomf, Apol·lo va riure's d'Eros, déu de l'amor, perquè s'exercitava en l'ús de l'arc, l'arma preferida d'Apol·lo. Després d'una discussió entre els dos deus, Eros va voler castigar l'ofensa que havia rebut i va disparar dues fletxes: la primera, destinada a fer néixer la passió i l'amor, va tocar directament al cor d'Apol·lo i, la segona, destinada a rebutjar l'amor, va tocar el cor de la bella nimfa Dafne.
A partir de llavors, el déu Apol·lo va quedar bojament enamorat de la bellesa de Dafne i la començà a perseguir per tal de fer-la seva; però, cada cop que s'hi acostava, la bella nimfa arrencava a córrer desesperadament i s'amagava per tal d'esquivar Apol·lo.
Finalment, el déu canvià la seva estratègia i va decidir persuadir-la amb dolces i tendres paraules. A poc a poc es va anar apropant a ella; però, quan ja era ben a prop, Dafne tornà a fugir precipitadament. Apol·lo decidí perseguir-la allà on fos i, quan estava a punt d'atrapar-la, ella va pregar a la seva mare, la deessa Gea (Terra), que se l'empassés perquè no podia suportar la presència del déu Apol·lo. Fou així com la deessa Gea va escoltar la súplica de Dafne i se la començà a engolir, just en el precís moment en què Apol·lo aconseguia atrapar-la. I en el mateix lloc on desapareixia Dafne, hi sortia un magnífic llorer, al qual s'abraçava amb desconsol i tristesa el déu Apol·lo i li va dir: "Com que no podràs ser la meva dona seràs el meu arbre preferit i les teves fulles, sempre verdes, coronaran els caps de la gent en senyal de victòria". A partir d'aquest llorer, en van créixer molts altres al mateix lloc, i d'aquest lloc en va néixer un poble. En honor d'aquesta planta, al lloc el van anomenar Lloret.

### El Ball de Plaça o la Dansa de les Almorratxes
Segons diu la tradició, en èpoques en què la costa catalana era atacada, sovint, per musulmans i barbarescs, arribà a Lloret un àrab, jove i ric, que s'enamorà, perdudament, d'una donzella cristiana de la nostra vila.
El jove va utilitzar diferents estratègies per convèncer la noia perquè s'hi casés; però la noia, a causa de les diferències religioses, el rebutjava cada vegada.
Finalment, un dia de ballades, l'àrab es presentà davant la multitud vestit amb les seves millors gales. S'adreçà a la donzella i li oferí un gerret de vidre (almorratxa) ple d'aigua d'olor. La noia, indignada per l'atreviment, prengué el gerret i el va rebotir a terra, on es feu miques.
Conten que el musulmà, avergonyit, tornà a l'Àfrica, i que la noia, dissortada i trista, es tancà en un convent.

### El mas Rossell i la senyora de Rossell
Les ruïnes del mas Rossell de Cavallers encara són visibles enmig de la garriga i la llegenda de la Senyora, que també és pròpia d'altres indrets, encara la conten a Lloret quan ve a tomb donar una lliçó als balafiadors. Cal dir abans que l'ermita de la Mare de Déu de les Alegries fou la primera església parroquial de Lloret consagrada l'any 1079 on anava a missa, muntada en una gallarda euga, la llegendària senyora de Rossell.
Diuen que els primers que l'atalaiaven corrien a avisar el rector dient-li: "Encengui, encengui Mossèn Creixell, que ja davalla la senyora de Rossell".
La noble dama era vídua i d'ençà de la mort del seu espòs era presa d'una tan viva enyorança que havia perdut la gana i només s'alimentava del moll de l'os dels moltons que cada dia feia degollar en gran nombre. Aquest gust, tan car, amb el temps arruïnà la senyora, que es veié obligada a prescindir dels qui la servien, dels seus capricis i del fast del seu casal. Emborrassada amb un mocador de llana negra, rondava l'encontrada trucant les masies i contant-los les seves desventures, per si trobava una ànima que se'n volgués apiadar. Un dia una masovera va donar-li d'almoina una llesca de pa amb nous. La dama a qui el revés de fortuna havia tornat el seny i la gana, es delectà bravament amb el ric menjar recordant el seu marriment d'altre temps i el seu deler pel menjar extravagant i car, diu que va exclamar melangiosament: "Si hagués sabut que pa i nous era tan bo. Encara seria la senyora de Rossell que no en só"

### L'origen de l'ermita de Santa Cristina

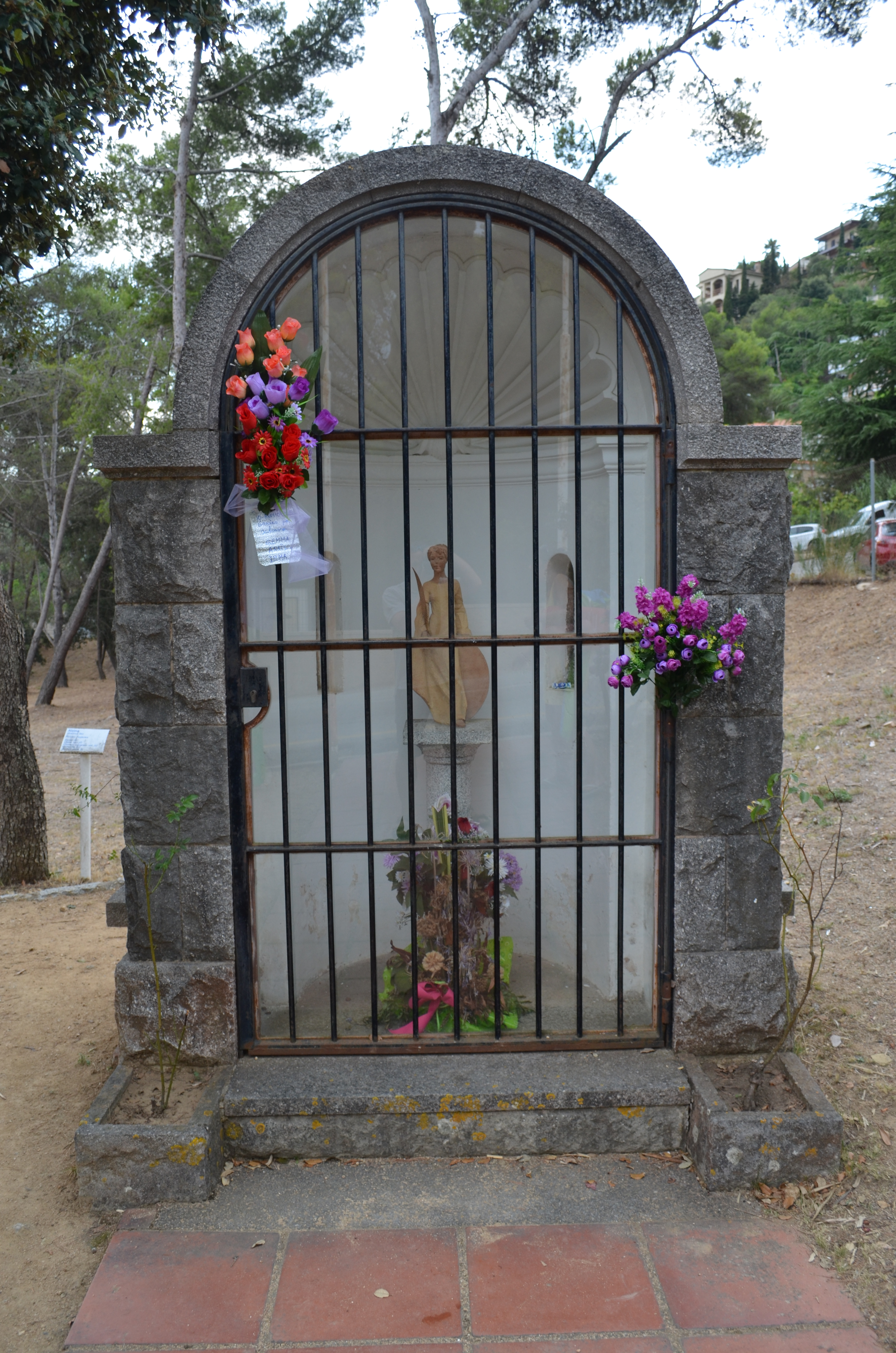
Lloret de Mar, Oratori de Santa Cristina

Les primeres notícies escrites de l'ermita són de l'any 1354, si bé es tracta d'una autorització per emparar oficialment la recapta d'almoines per reconstruir l'ermita de Santa Cristina, fet que fa suposar una fundació anterior. Pocs anys més tard, es tornen a trobar notícies d'una altra autorització episcopal per part del bisbe Bertran de Montrodon el 1376 amb la mateixa finalitat.
El temple actual fou construït a finals del segle xviii. Les obres es desenvolupen entre el 1764 i el 1772 seguint un projecte de Joan Baptista Oliver, mestre de cases. El temple actual es consagrà el 1781.
La llegenda diu que un vailet del Mas Passapera, casa d'aire senyorial que existia prop de la carretera de Blanes, pasturant uns bous a l'indret on avui hi ha situada l'Ermita de Santa Cristina, va trobar entre els arbres i arbusts del bosc una imatge de Santa Cristina. Sorprès, en donà compte al seu amo, i aquest, un cop segur del fet, per ell mateix, anà de seguida a posar-lo en coneixement del senyor rector. Aviat s'escampà la nova i van prendre la troballa per una aparició miraculosa. La clerecia i els veïns del terme traslladaren la imatge trobada a l'església parroquial –que llavors era a les Alegries– en solemne processó i la col·locaren en un lloc adient.
Un dia, tal volta el següent al del trasllat, notaren amb sorpresa que la imatge no es trobava en el seu lloc ni en cap altre de l'església vella, tot i cercar-la, cop a recop, per tots els racons.
No se n'explicaven la desaparició. No es podia pensar en un robatori, perquè la imatge era de fusta i no portava or ni plata ni res de valor que pogués excitar la cobdícia de ningú. Però aviat van sortir de dubtes: algú va retrobar la imatge, però no pas allà on l'havia portada la devoció dels lloretencs, sinó en el mateix pujol, vora la mar, on s'havia fet trobadissa per primer cop d'una manera tan inexplicable com ara la seva desaparició de l'església vella.
Aquest fet donà a entendre als devots lloretencs el designi diví que santa Cristina volia romandre per sempre i ser venerada en aquell tocom mariner, i allà li fou erigit, al cap de poc, una modesta capella.

### La processó per mar a Santa Cristina
L'origen de la processó s'hauria de relacionar amb l'acte fundacional de l'ermita de Santa Cristina. El fet històric és que l'any 1778 els devots lloretencs demanaven al llavors bisbe de Girona, Tomàs de Lorenzana, poder continuar amb la celebració de la processó a Santa Cristina que el bisbe havia prohibit poc abans. L'ambaixada liderada per Josep Surís i Esqueu, cirurgià i regidor, i Francisco Conill, botiguer, feren una petició en què ressaltava l'antiguitat de la festivitat i el que significava pels vilatans de Lloret de Mar, tot suplicant que fos permesa la celebració. En l'esmentada ambaixada citen textualment que la processó era per mar i els lloretencs i lloretenques sentien gran adoració per la santa, patrona i protectora de la gent de mar.
Segons diu la tradició, cada any, el dia de Santa Cristina, el poble lloretenc acudia en processó, per terra, a celebrar la Missa Major a l'ermita dedicada a Santa Cristina, que està situada a uns tres quilòmetres del poble. La processó, però, esdevenia molt feixuga per a molts devots perquè s'havia de passar per camins força dolents i perquè calia travessar tres rieres –Riufret, Sa Riera d'en Passapera i Sa Riera d'en Carrabana–, el pas per les quals es feia molt dificultós en època de pluges. Davant d'aquests inconvenients i per fer més lleuger el pelegrinatge als fidels, els representants del poble acudiren a les autoritats competents a la recerca del corresponent permís per fer la ruta per mar (no la processó pròpiament dita, ja que aquesta s'interromp a la platja de Lloret i es reprèn quan s'arriba a la platja de Santa Cristina). Aquesta autorització, segons s'explica, va haver de vèncer moltes dificultats i, finalment, fou necessari anar fins a Roma per obtenir l'autorització.

### La Missa del Traginer o la Consagració de l'ermita de les Alegries
En un origen se celebrava cada any, el 7 de gener. En realitat la consagració va ser el 8 de gener de 1079, però avui en dia queda traslladada a un diumenge de finals d'abril. Actualment el 7 de gener se celebra la festa del traginer.
A les primeries del segle xviii ja feia almenys dos-cents anys que l'actual Santuari de les Alegries havia deixat d'ésser l'església parroquial de Sant Romà. Diuen que un dia, ja a ben entrada de fosc, un traginer lloretenc, Andreu de cognom, retornava amb el seu carro del treball. En aquells camins estrets i malmesos per l'aigua, es badaven unes fotges molt profundes, que les bosses del carro arrossegaven per terra escombrant el brossall, les boixes de les rodes picaven amb força contra les clàvies i les romegueres que sortien dels marges s'entaforaven per mig les rodes rebotent d'un rai a l'altre. El pobre animal avançava amb dificultat estintolant les potes allà on podia. La capelleta romànica de la Mare de Déu de les Alegries, es retallava al fons, amb un xiprer al costat, damunt les resplendors del crepuscle.
Quan l'home va passar vora un cimerol proper a l'ermita des d'on s'albirava perfectament tota la façana, s'adonà amb sorpresa que eixia de l'esglesiola una gran lluminària i arribà a les seves oïdes, a cavall de la marinada, una melodia deliciosa que sonava dintre l'ampla majestat dels camps, plens de sentors vesprals, d'aquella manera ampla i un xiquet esquerdada, acusadora de tota una multitud de veus que canten plegades: Tafoig –exclamà el traginer– misses a aquestes hores?" Fermà l'animal a una figuera i va apropar-se al santuari a poc a poquet; arraconà la gruixa cortina de vellut morat, tot llevant-se la caputxa i fent el senyal del cristià i una alenada d'encens i de cera cremada se li ficà a les narius. L'església estava plena de gom a gom de dones i donzelles, que amb caperutxeta blanca, cantaven suaument. Quatre rengleres de ciris petarrellejaven a cada cantó de la verge. El nostre home restà meravellat. Cap fesomia ni cap veu no li eren conegudes. Arraulit a un racó que quedava un xic fosc, sense esma ni per entornar-se'n romangué seguint les cerimònies del ritual.
Un escolanet feu una col·lecta. A mesura que anava resseguint els seients descompassant les cames dels fidels, aquests deixaven caure el seu òbol damunt el metall sonor de la safata. Quan va tocar-li el torn el nostre bon home va tirar-hi a la safata una peça d'un sou. Seguí l'ofertori i el traginer va afegir el negrall del seu cos a l'albor d'aquella mística rastellera, que a poc a poquet, sense ni fer soroll amb els peus, s'atansava a submergir la flameta de llur ciri i a besar l'estola del capellà.
Va acabar-se l'ofici. El celebrant va retirar-se de l'altar, les flames dels ciris desapareixien l'una darrera l'altra dintre les profunditats de l'apagallums i es convertiren en negralls greixosos i fumejants, però els oients, restaven immòbils al seu lloc, cada cop un xic més foscs, xiuxiuejant devotament. Andreu va persignar-se, s'espolsà les genolleres de les seves calces de vellut, i, com qui somnia, pres d'una mena d'emoció estranya que li oprimia la canonada del respir, agafà els trastets i prosseguí el camí cap a la vila. Però la seva muller l'escridassa tan bon punt va sentir els esquellerincs de l'animal i els sotragueigs del carro: "Ala, no diguis que no tens pas ànsies. S'escudella ja és freda com s'aigua d'es canti. On redimontri eres?". L'home fent embuts, va explicar el succeït com va poder. "Que et penses que venim de s'hort? Vos dir que no ho ets somiat dormint a dins des carro?". Però l'home insistia. I aquella família, molt devota de la Mare de Déu anà a contar el succeït al senyor Rector, amb el qual, fent-se'n creus, pujaren plegats al Santuari amb més por que goig.
La porta romania closa amb la balda posada; les lloses esmolades del sòl, tan lluents com si deixessin d'esterrejar-les, no delataven pas ni el més lleu trepig; a l'altar tot estava en ordre, però els ciris, encara tebis, no conservaven el nus al capdamunt del ble i en la tauleta propera a la porta de la sagristia, damunt d'unes tovalloles testes de randes emmidonades, apareixia la safata groga amb la moneda d'un sou que el bon traginer hi havia dipositat. En la profunditat sonora de les voltes surava encara aquella boirina d'encens que enterboleix l'interior dels temples després de les festes bones.
Ja ningú no va dubtar de la veracitat de la contalla de l'afortunat vident. Tothom va convenir que les animetes de tots aquells bons lloretencs de centúries passades, que hom havia sepultat a redós de l'església parroquial, potser mancant-los de satisfer quelcom, s'aplegaven per oferir a Déu Nostre Senyor, el Sant Sacrifici de la Missa i que, tanmateix calia ajudar-los. I per això cada any l'endemà de la Festivitat de l'Adoració dels Reis, se celebra solemnement a l'ermita de la Mare de Déu de les Alegries, un ofici amb ofertori per als difunts.

## Personatges cèlebres
Categoria principal: lloretencs
- Sergi Cardona (1999), jugador de futbol al Unión Deportiva Las Palmas
- Alex Escot (2005), cantaor flamenc
- Felicià Serra i Mont (1900-1967), poeta i escriptor.
- Dr. Ernest Adler (1906-1996)
- Rubén Yáñez (1993), porter de fútbol
- Gianni Cassaro (1992), porter de fútbol
- Fermí Reixach (1946), actor
- Nina Agustí (1966), cantant.
- Ivan Tibau (1973), jugador d'hoquei.
- Josep Lluís Blanco Quevedo (1975), atleta
- Àngel Mullera (1984), atleta
- Miguel Molina (1989), pilot DTM
- Marc Muniesa (1992), jugador de futbol